# Бекей, Марат Асылханович
Марат Бекей — (прежне известный как Марат Бекей) казахский художник-символист, родился в городе Актюбинске (переименован в Актобе), проживает в городе Алматы.
Марат Бекей выставлялся на аукционах Кристис и Сотбис, а группы «Guns N’ Roses» и «Адаптация» использовали его картины в оформлении своих альбомов. Картины Марата Бекей находятся в галереях, музеях, частных коллекциях по всему миру, включая «The Tolman Collection Tokyo». Художник принял участие в более 130 выставках, 20 симпозиумах и провел более тридцати персональных выставок.

## Детство и молодость
Марат Асылханович Бекей родился 17 октября, 1964 году в городе Актюбинск, КазССР. С одиннадцати лет Марат начинает заниматься в ИЗОстудии городского Дворца школьников: 
«В детстве мне нравилось рисовать, лепить из пластилина и рассматривать разные рисунки в книгах. Мою склонность заметил учитель рисования и направил меня в ИЗО студию городского Дворца Пионеров, где я занимался в течение нескольких лет. Наша учительница Надежда Алексеевна — прекрасный педагог, именно она привила нам любовь к искусству, желание свободно и творчески мыслить». 
В 1983 году после окончания художественно-оформительского отделения Актюбинского культпросветучилища Марат Бекей работает художником детского кукольного театра в городском Дворце пионеров.

С 1984 по 1990 год гг. проходил учёбу в Белорусском государственном театрально-художественном институте на отделении станковой живописи (мастерская профессора М. В. Данцига). Его первые произведения созданы в этот период и некоторые из работ приобретены Союзом художников и Министерствами Культуры Республики Беларусь, Казахстана и СССР.
«Однажды известный московский художник был проездом в Актюбинске и посетил нашу ИЗО студию. Просмотрев работы учеников, он пригласил меня поступить на его отделение в Московское художественное училище. Очень жаль, но мои родители тогда побоялись отпустить меня в столицу СССР, и пришлось поступить на художественное отделение Актюбинского культпросветучилища.
В то время мы с моим другом Василием Лыткиным много читали об искусстве, но особенно мне были интересны технологии и материалы. Мы изучали дневники художников, писали химические формулы на реакции красок, практиковались в различных школах рисунка. В результате я целый год писал „Трактат по школе рисунка“, но в конце концов сжег. Нашу энергию направил в нужное русло педагог Петр Петрович Калинниченко и зав. отделением Сагинтай Нурымбетович Алимбетов. Они посоветовали нам учиться дальше.
Мы вместе с Васей подали документы в 16 художественных ВУЗов СССР и с нетерпением ждали ответа. Получили десять приглашений и по некоторым причинам выбрали БГТХИ в Минске». 
С 1986 года Марат Бекей постоянно участвует в международных выставках и симпозиумах.
В 1989 году принял участие в международном симпозиуме молодых художников в Доме творчества «Сенеж», что стало важным и определяющим для его творчества.
В 1990 году вступает в члены Союза художников СССР.

В 1993 — 1994 гг. преподает живопись, рисунок и композицию в Актюбинском университете на художественном факультете, где и знакомится со своей будущей женой, художницей Акмарал Жиенгалиевой.
«В 1990 году я вернулся в Актюбинск, продолжил писать картины, заниматься графикой и проводить выставки. Наступали темные годы после развала Советского Союза. Было тяжело, но в 1994 году состоялась моя первая выставка в Алматы в галерее „Улар“. С тех пор так и пошло: выставки, симпозиумы, мастер-классы».

## Алматинский период
Mарат Бекей в 1998 году с семьей переезжает в город Алматы.
В 2002 году Марат Бекей создал серию больших картин по заказу компании Alferon Management для центрального офиса в Лондоне.
С 2003 года, он является представителем галереи «Евразия» Бельгия, г. Брюссель, по Средней Азии и Казахстану.
С 2004 года Марат Бекей увлечённо занимается печатной графикой. В том же году побывал в Австрии и Таджикистане в рамках проекта «ВОСТОК — ЗАПАД». Организовал и провёл первый в Казахстане международный симпозиум печатной графики «Танба».
В 2007 году стал лауреатом Независимой премии Меценатов РК Тарлан в номинации «Новое имя» за 2006 год.
С 2009 года постоянный участник ежегодного международного симпозиума арт-колонии «Portakal Çiçeği» Сапанджа (Турция).
В 2009 году Марат Бекей участвует в выставке «Art Kazakhstan» в рамках фестиваля «Казах гала», аукционный дом «Sotheby's», в Лондоне.
С 2014 года постоянный участник ежегодного международного симпозиума Kicevska Licovna colony, Кичево (Северная Македония).
С 2016 год постоянный участник ежегодного международного симпозиума ART STUDIO 110, INTERNATIONAL ART COLONY, Северный Кипр
В 2016 году был отобран финалистом Art Registry World Artist Grant от ART REGISTRY WORLD (USA).
В 2019 году присуждена I Премия «Wings Awards» в номинации «Искусство» на международном Фестивале Искусств «Star Wings», Геленджик (Россия).

## Творчество

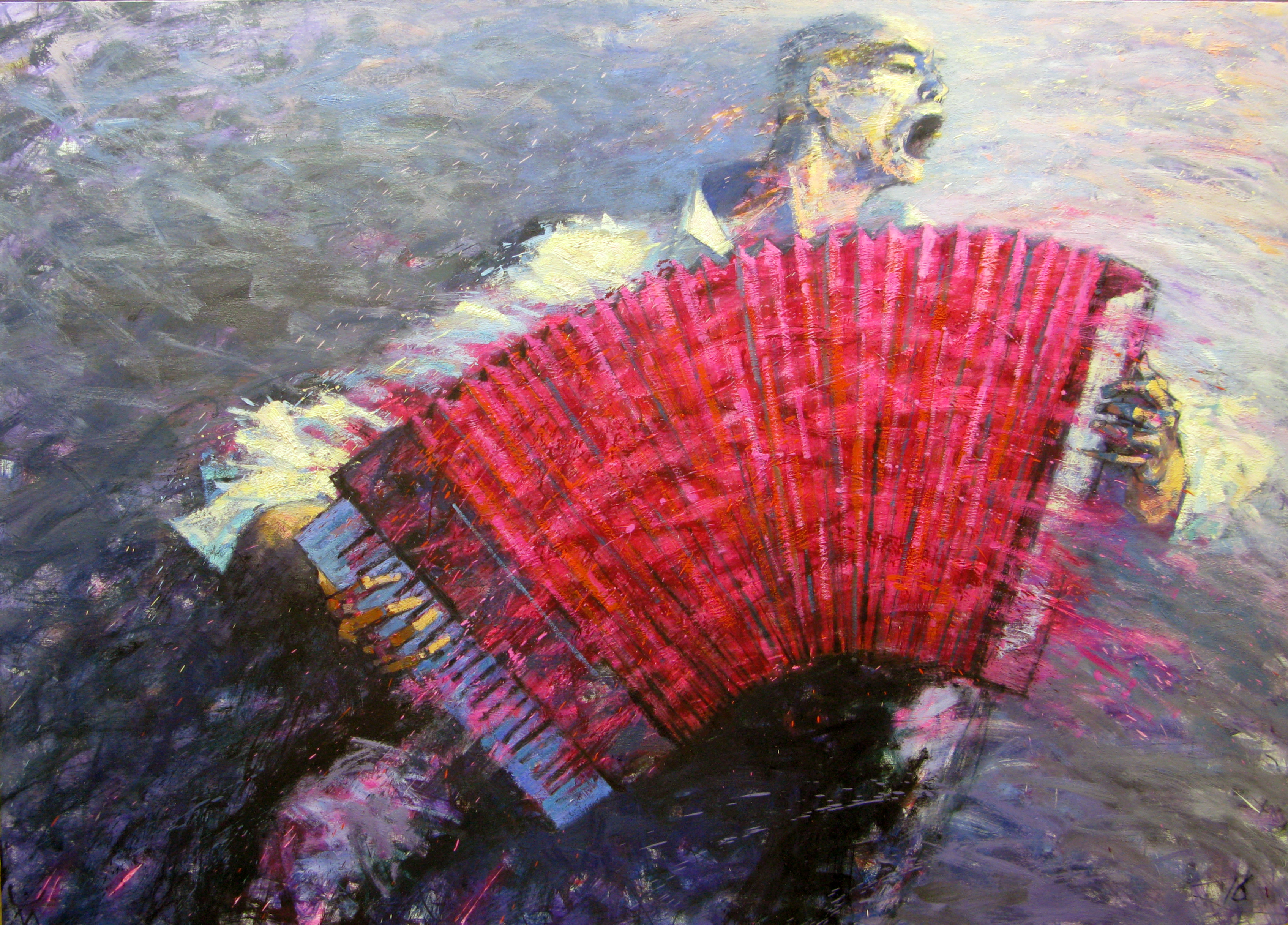
Время-I. 2016, холст, масло, 150 х 200 см
Игра - VIII (Семья). 2014, холст, масло, 100 х 120 см
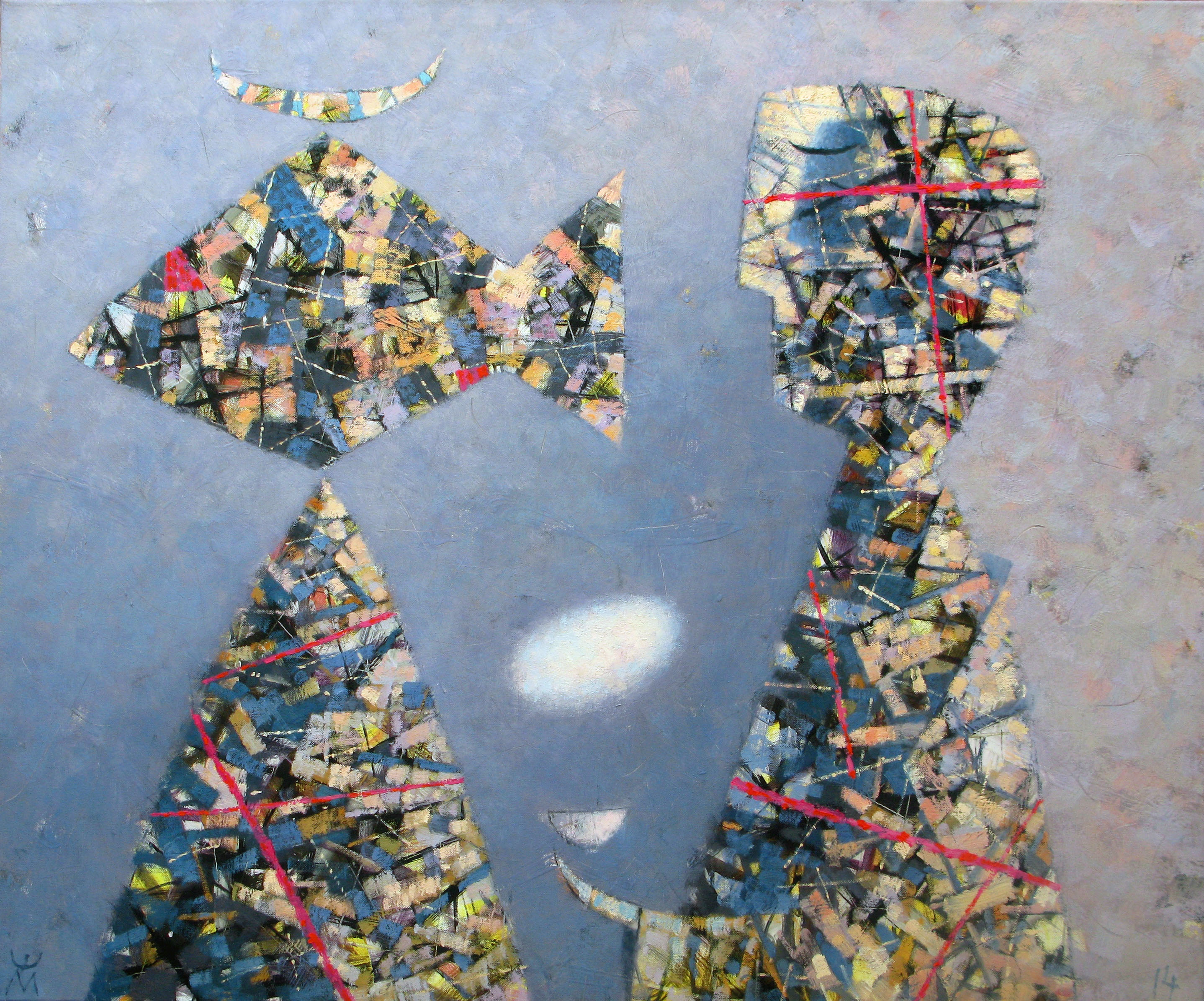
Молитва. 2014, холст, масло, 90 х 100 см
Синее - II. 2019, холст, масло, 150 х 180 см
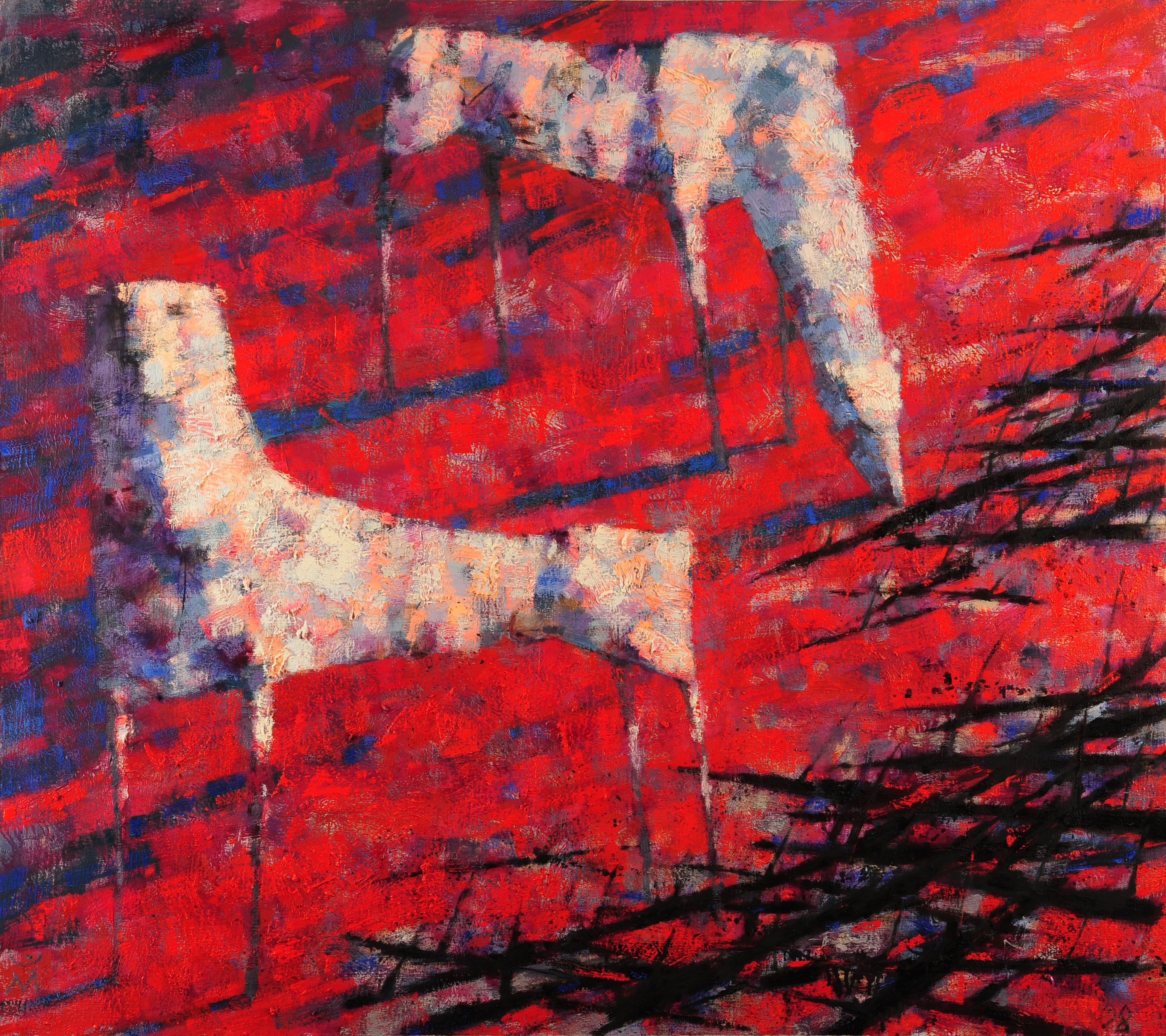
Небо на Земле. 2008, холст, масло, 115 х 130 см
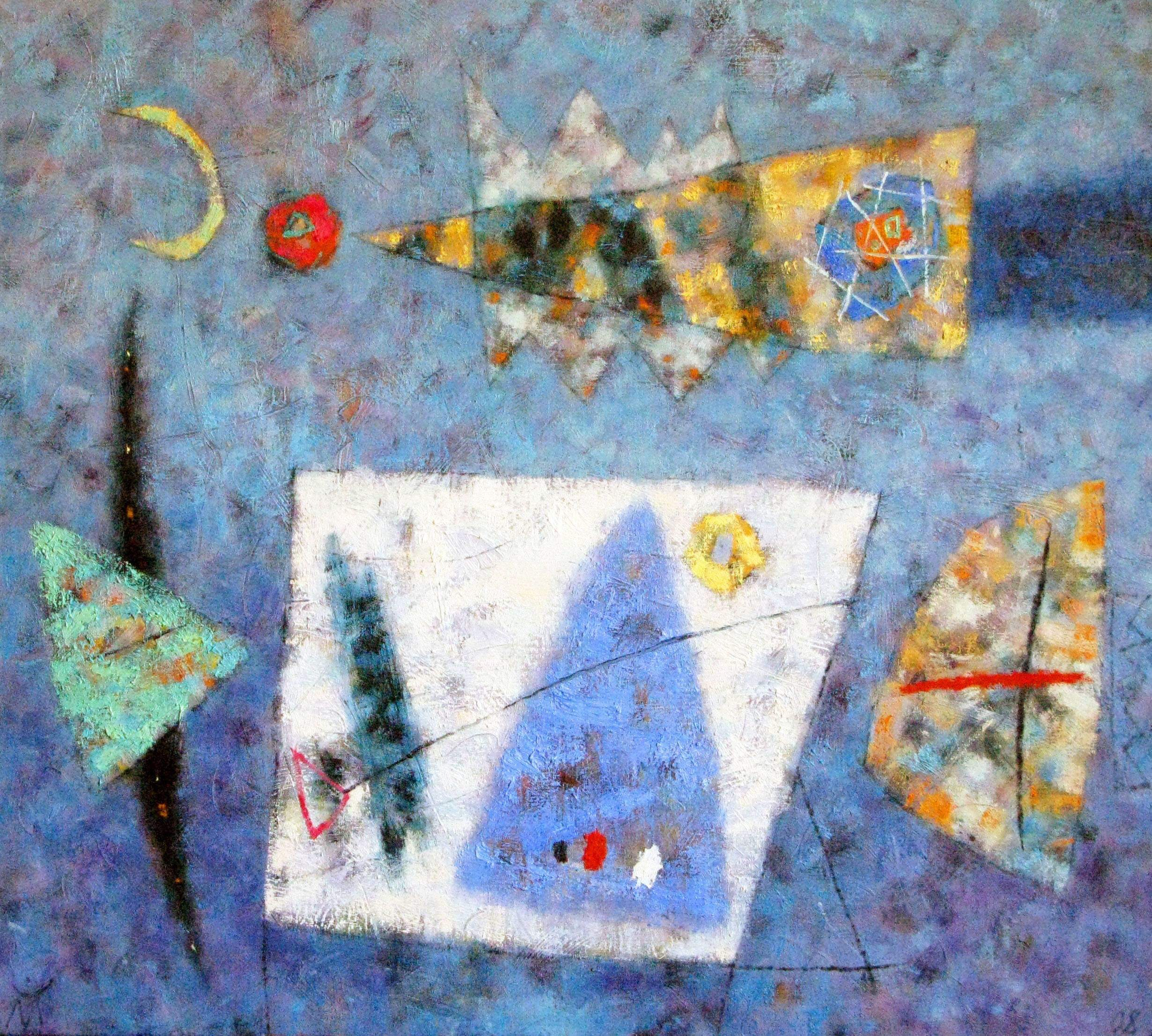
Игра сна. 2008, холст, масло, 90 х 100 см

### Живопись
Живопись является главным направлением творчества Марата Бекей. Большое влияние на него повлияли творчество таких гигантов какРуфино Тамайо, Пабло Пикассо, Ханс Хартунг, Пьер Сулаж, Освальдо Гуаясамин.

### В оформлении музыкальных альбомов

#### «Адаптация»

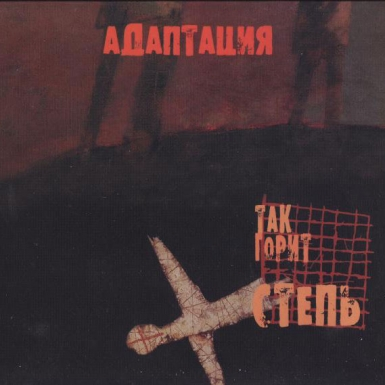
Обложка альбома Так горит степь (2005)
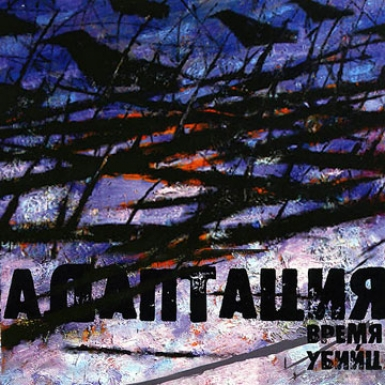
Обложка альбома Время Убийц (2008)
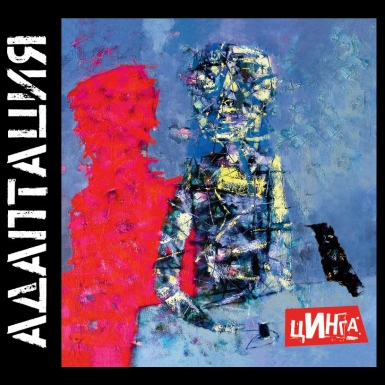
Обложка альбома Цинга (2015)
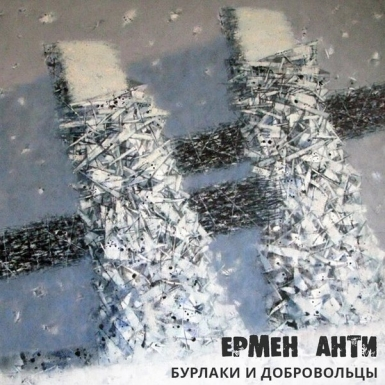
Обложка альбома Бурлаки и Добровольцы (2015)

С 2005 года земляки Марата из Актобе панк-рок группа «Адаптация» и их бессменный лидер Ермен Анти выпустили в Москве несколько CD-альбомов с использованием репродукций картин Марата Бекей:
«Так горит степь» (2005 год); «Время убийц» (2008 год); Одноимённые сингл и альбом: «Цинга» (2015 год); Ермен Анти — «Бурлаки и Добровольцы» (2015 год); сингл «Так горит степь» (2015 год).

#### «Guns N’ Roses»
В 2009 году легендарная группа «Guns N’ Roses» нашли картину Бекей в каталоге брюссельского музея «Евразия», чьим представителем он является с 2003 года. Таким образом картина «Эхо» Марата Бекей вошла в специальное издание альбома «Chinese Democracy — Guitar Tab» — всего для оформления альбома были использованы 12 картин художников со всего мира.

В 2022 году, в интервью изданию Zakon.kz Марат вспоминал: 
«Я делаю свое дело, остальное — награды, титулы, мне не интересно, не нужно. За рубежом меня спрашивают, есть ли у меня научная или академическая степень, я отвечаю, что я — просто художник. Там через одного — профессора, академики. А я к этому не стремлюсь, мне важно другое. Например, Guns N’ Roses в 2009 году нашли мою картину, им понравилось, взяли для оформления своего альбома Chinese Democracy — Guitar Tab вместе с 11 другими работами художников со всего мира. Такое признание для меня, как для человека творческого, лучше, чем если я был бы профессором, лауреатом.» 

### Обложки книг и журналов

#### Ермен Анти— «Так горит степь[17]»

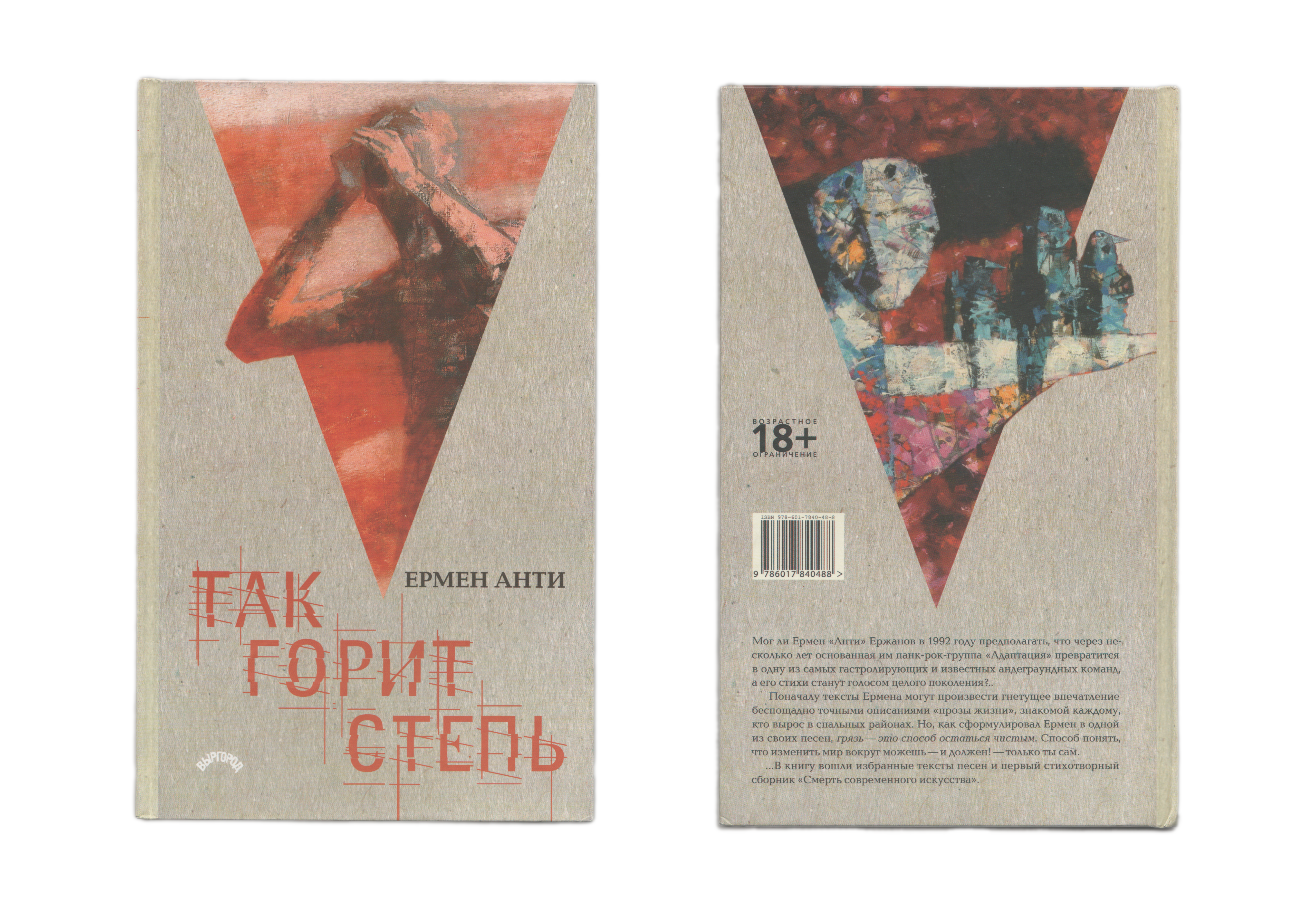
Обложка сборника стихов «Так Горит Степь» Ермена Анти с элементами картин «Эхо»(передняя обложка) и «На исходе дня»(задняя обложка) Марата Бекей на обложке.

В 2018 году многолетний друг Марата, земляк, лидер группы «Адаптация» — Ермен Анти выпустил сборник своих стихотворений «Так горит степь», основными элементами обложки которого стали картины Бекей «Эхо»(передняя обложка) и «На исходе дня»(задняя обложка).
«Так горит степь» — это первая книга Ермена «Анти» Ержанова, лидера казахстано-российской рок-группы «Адаптация».
В книгу включены избранные песни со всех суще-ствующих на момент издания альбомов группы, тексты будущего альбома (под рабочим названием «Песни сбитых лётчиков») и сборник стихов «Смерть современного искусства».
— аннотация к книге.

#### М. Ш. Хасанов, А. М. Хасанова — «История Казахстанской Философии[18]»

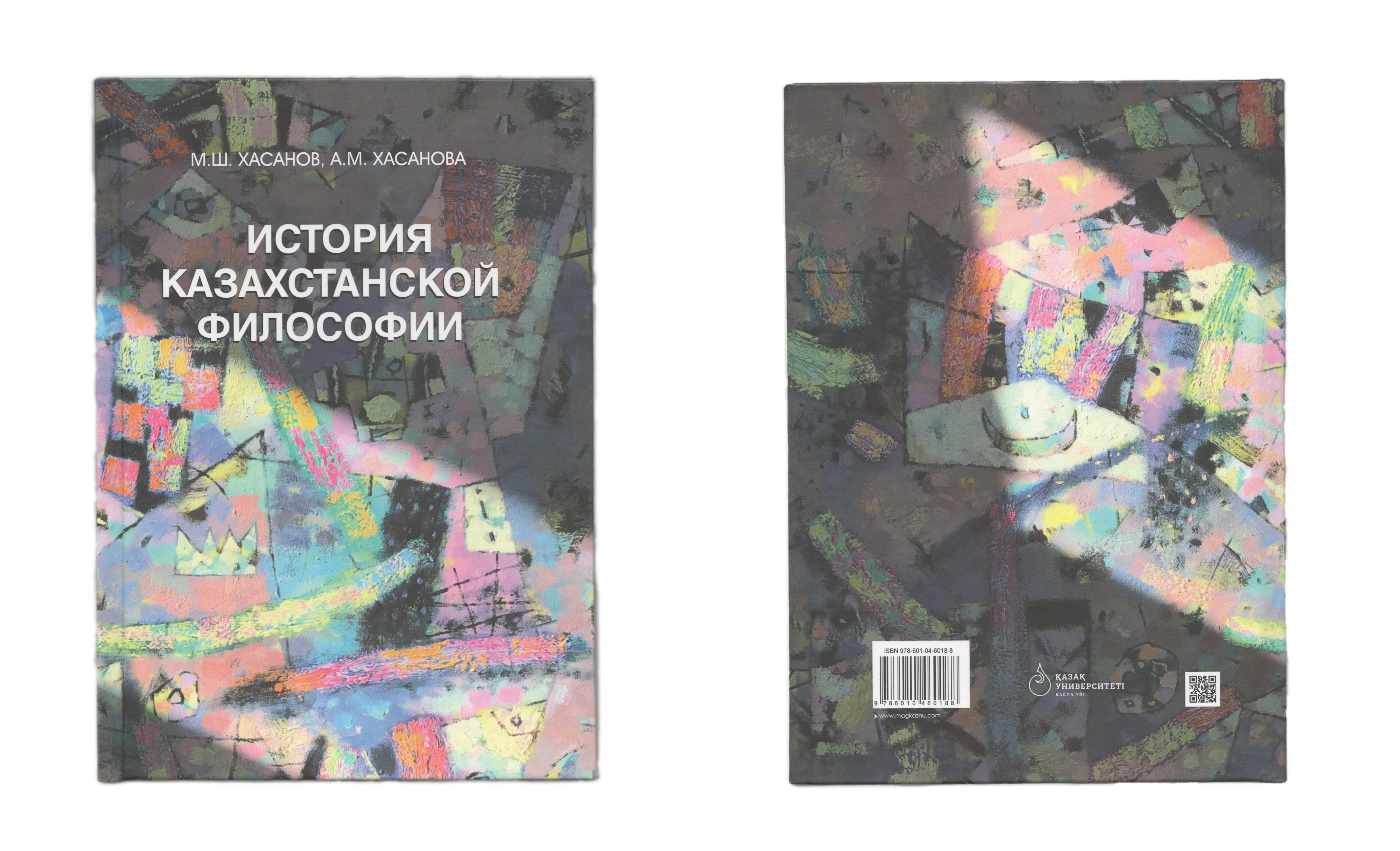
Обложка монографии «История Казахстанский Философии» с картиной «Серебро-I» Марата Бекей на обложке.

В 2022 году, философский факультет Казахского национального университета выпускает монографию Хасановой Асии Маратовной и её отца Хасанова Марата Шамуратовича «История Казахстанской Философии». Основой обложки стала картина Марата Бекей «Серебро-I».

Из аннотации к книге:
«В монографии рассматриваются предпосылки, истоки, состояние и перспективы развития современной казахстанской философии. Разъясняется применение двух взаимосвязанных, но неоднозначных с социально-исторической точки зрения терминов — казахская и казахстанская философия. Предложена периодизация становления национальной философии. Освещается развитие таких разделов казахстанской философии, как диалектическая логика, фарабиеведение, исламоведение, казахский этнос, национальная идентичность, евразийский нарратив и др».

#### Торговая палата СШАв Казахстане —"Investors' Voice"

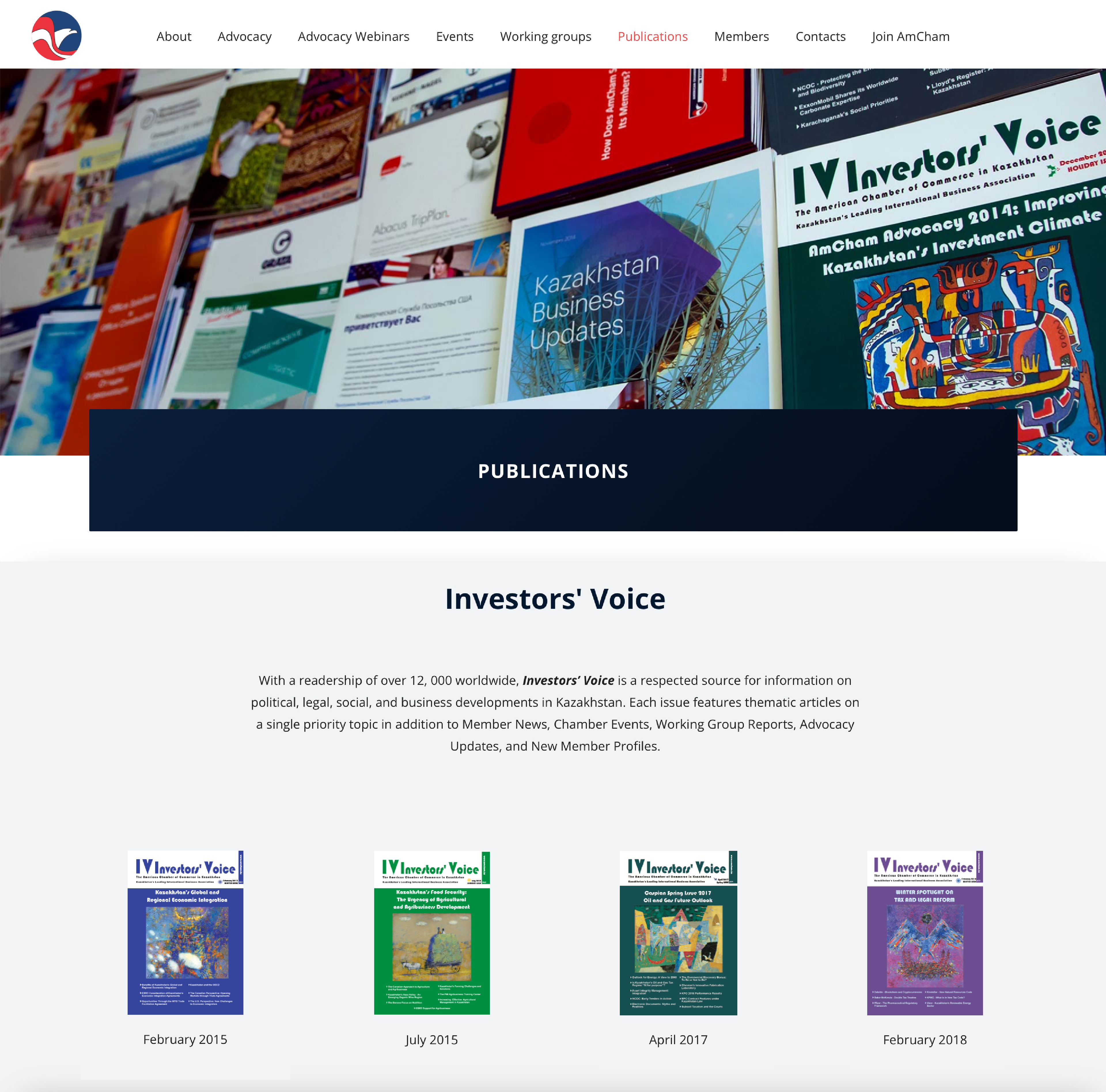
Скриншот с официального сайта Торговой палаты США в Казахстане с выпусками журнала «Investors' Voice» с картинами Марата Бекей на обложках.

С 2008 года Торговая палата США неоднократно печатает картины Бекей М. на обложках выпусков своего журнала «investors' Voice».

#### Картины по выпускам
- Февраль, 2015 года: «Лунная башня». 1999 год, масло, холст, 80 x 90 см. Из коллекции Б. Бармамбекова.
- Июль, 2015 года: «Облака». 2003 год, масло, холст, 35 x 40 см. Из коллекции Р. Жусуповой.
- April, 2017 года: «Седьмой день». 2004 год, масло, холст, 65 x 85 см. Из коллекции ABN AMRO Bank Kazakhstan
- Февраль, 2018 года: «Птица». 1992 год, масло, холст, 145 x 130 см. Из коллекции галереи Тенгри-Умай, город Алматы (Казахстан).

### Монументальная живопись

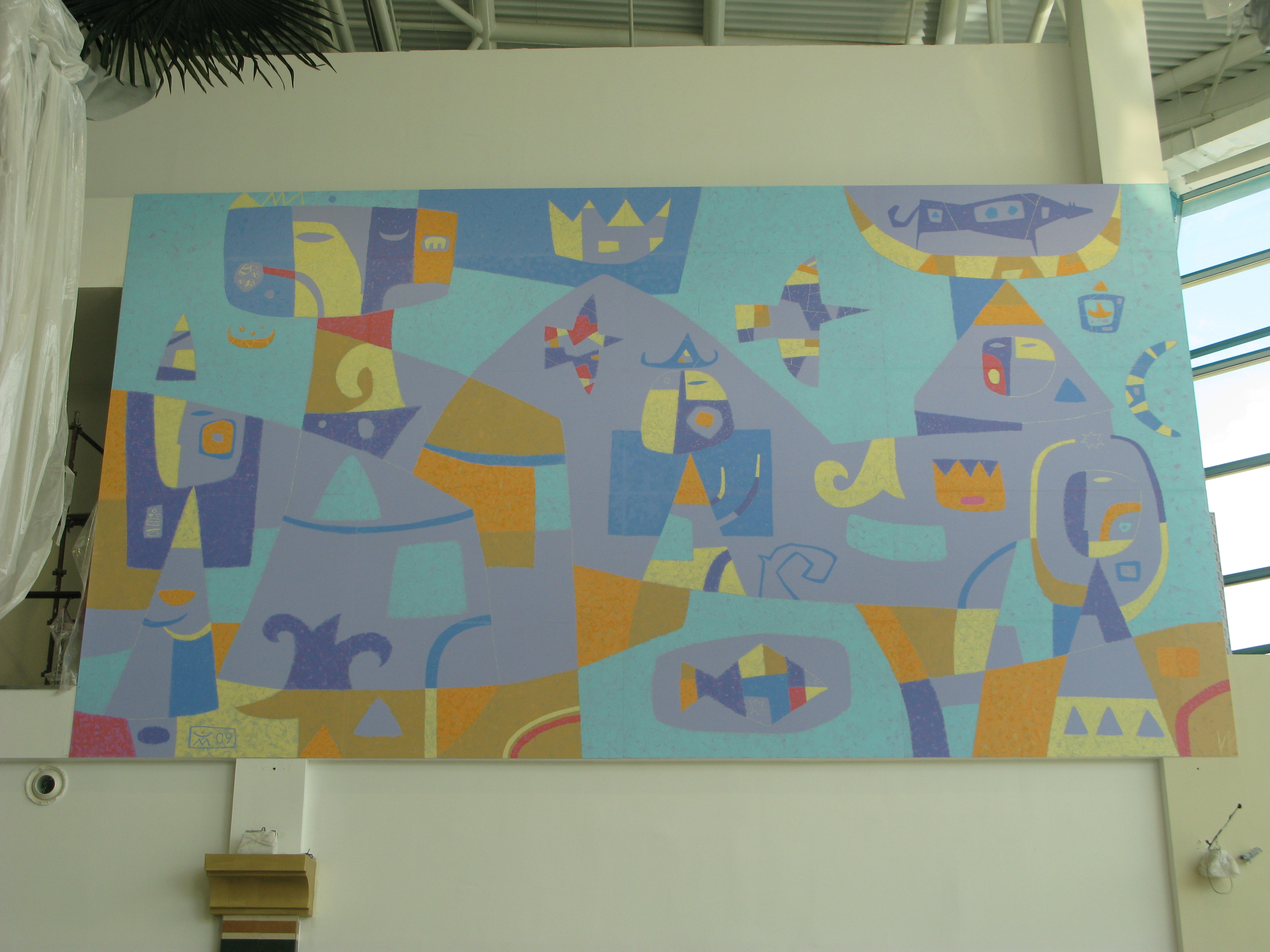
Монументальная роспись в MEGA Aktobe.
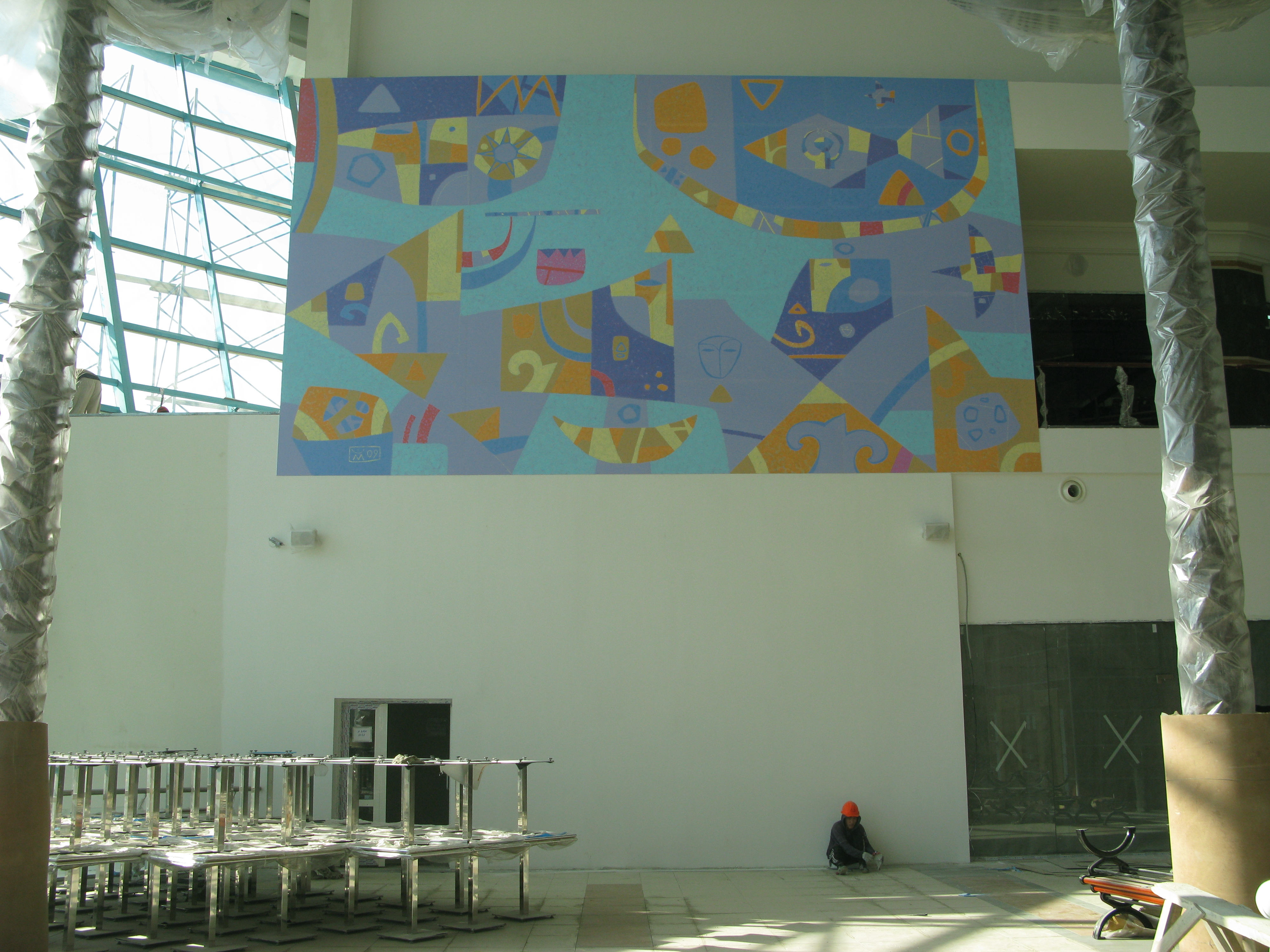
Монументальная роспись в MEGA Aktobe.
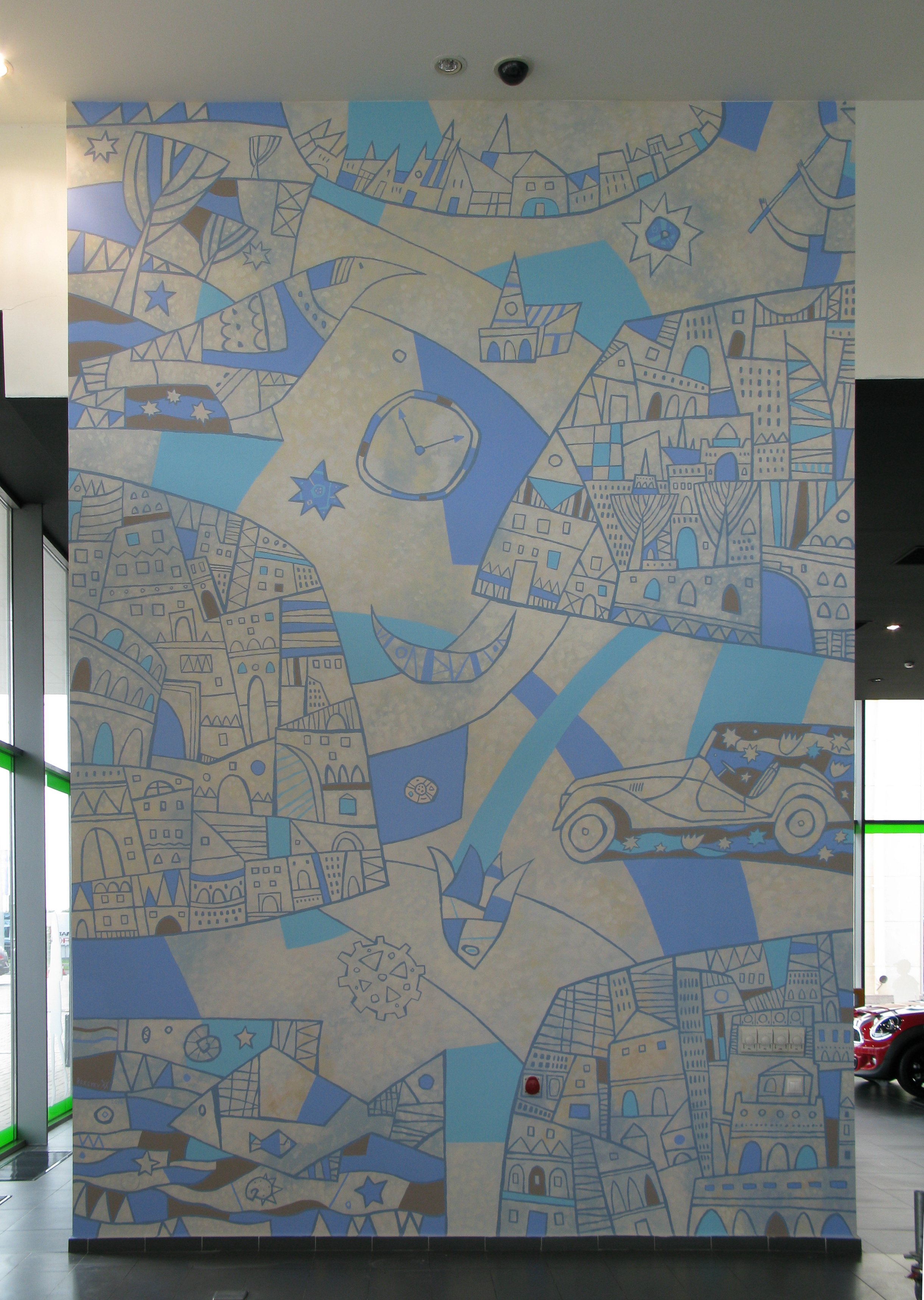
Монументальная роспись в BMW Центр Астана.
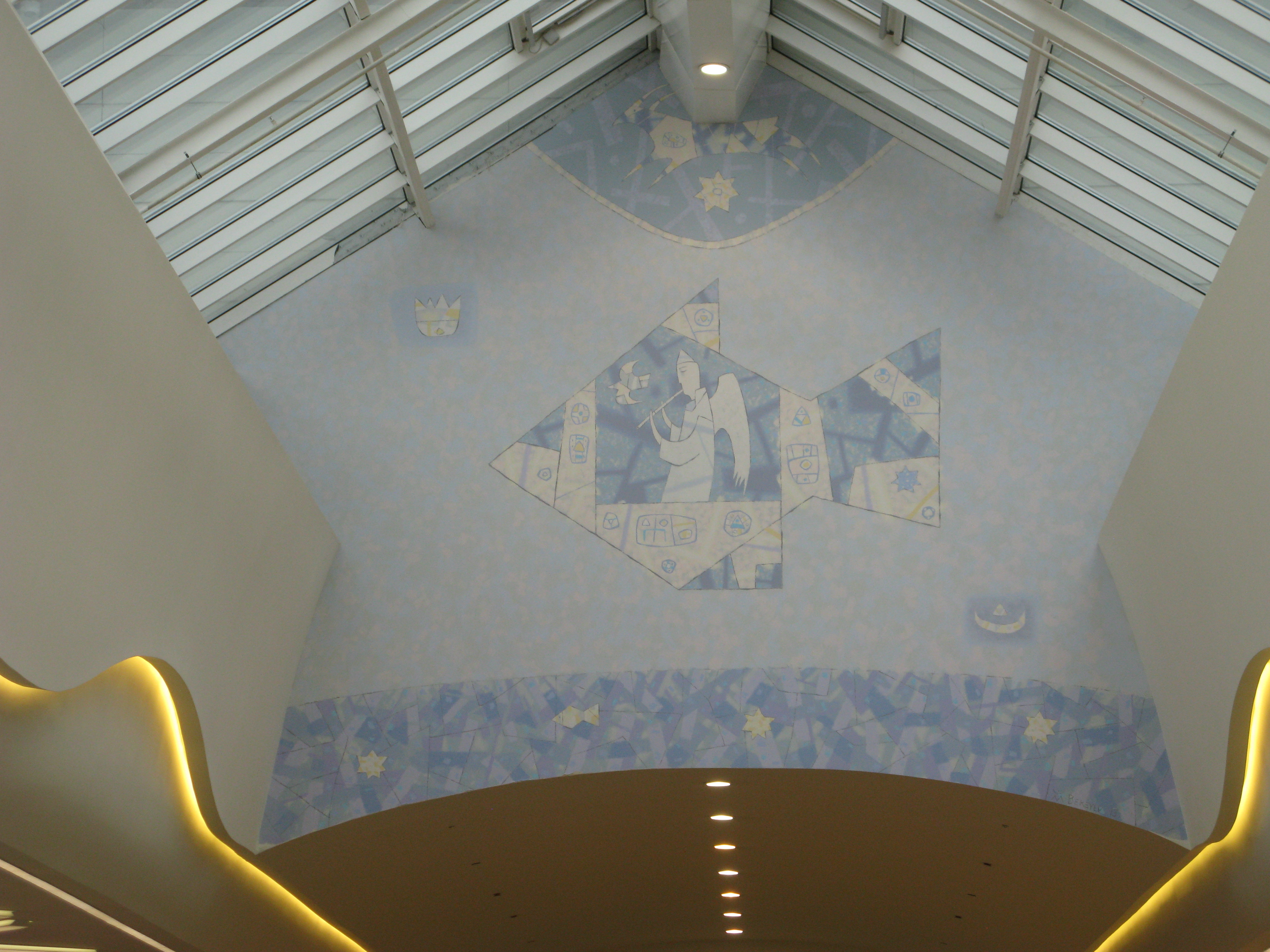
Монументальная роспись в MEGA Almaty.
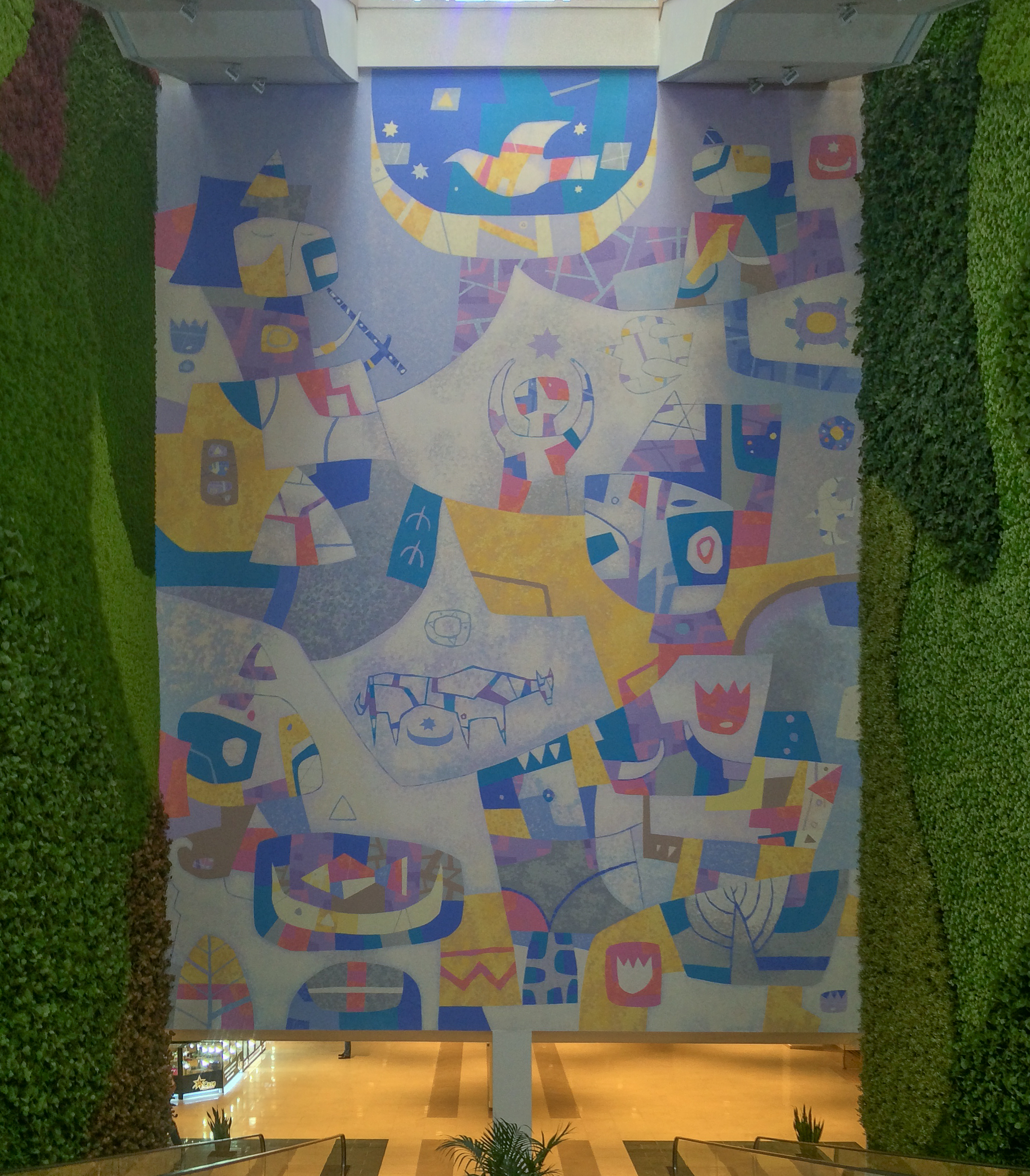
Монументальная роспись в MEGA Park.
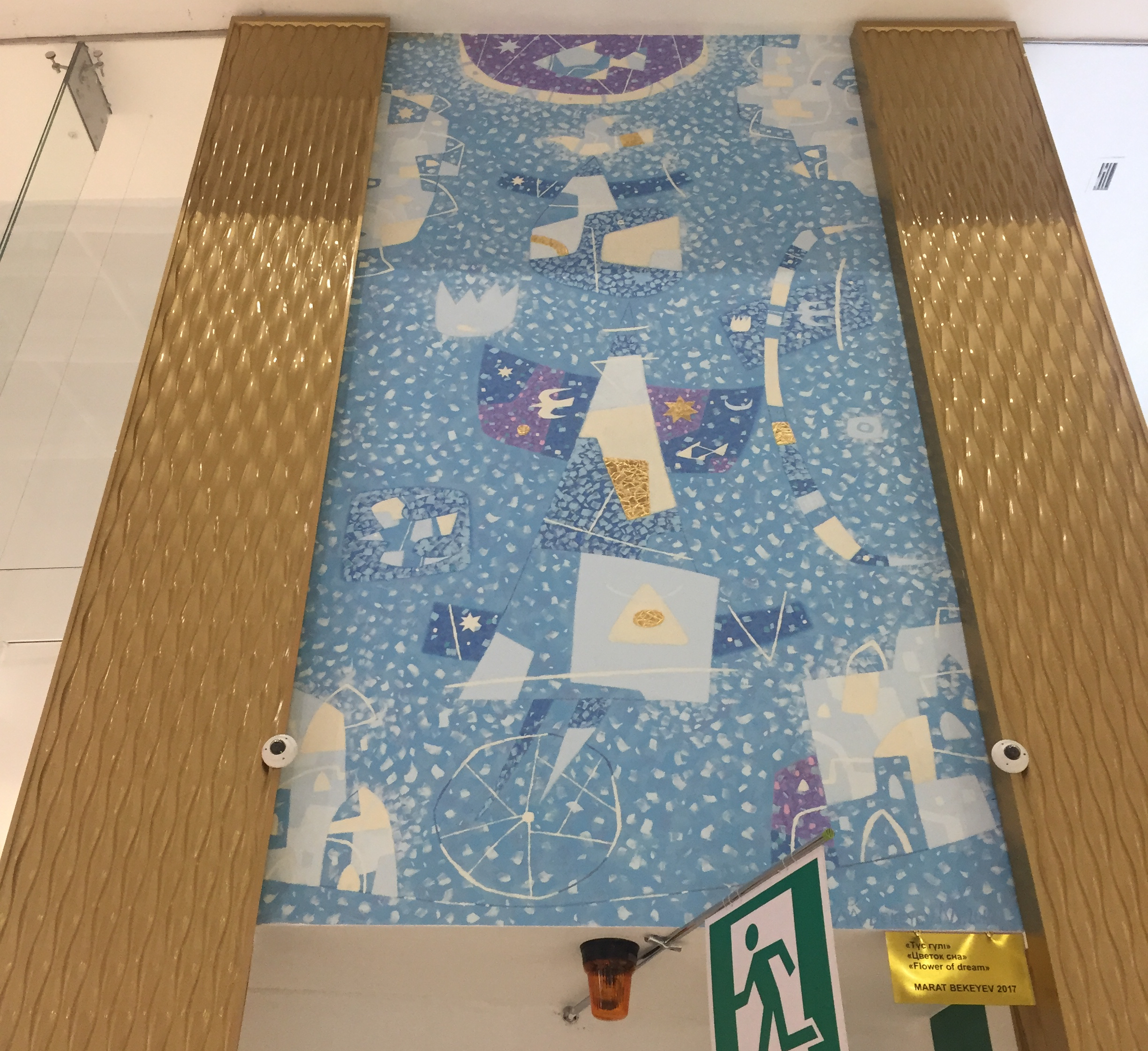
Монументальная роспись Марата Бекей в MEGA Silk Way.
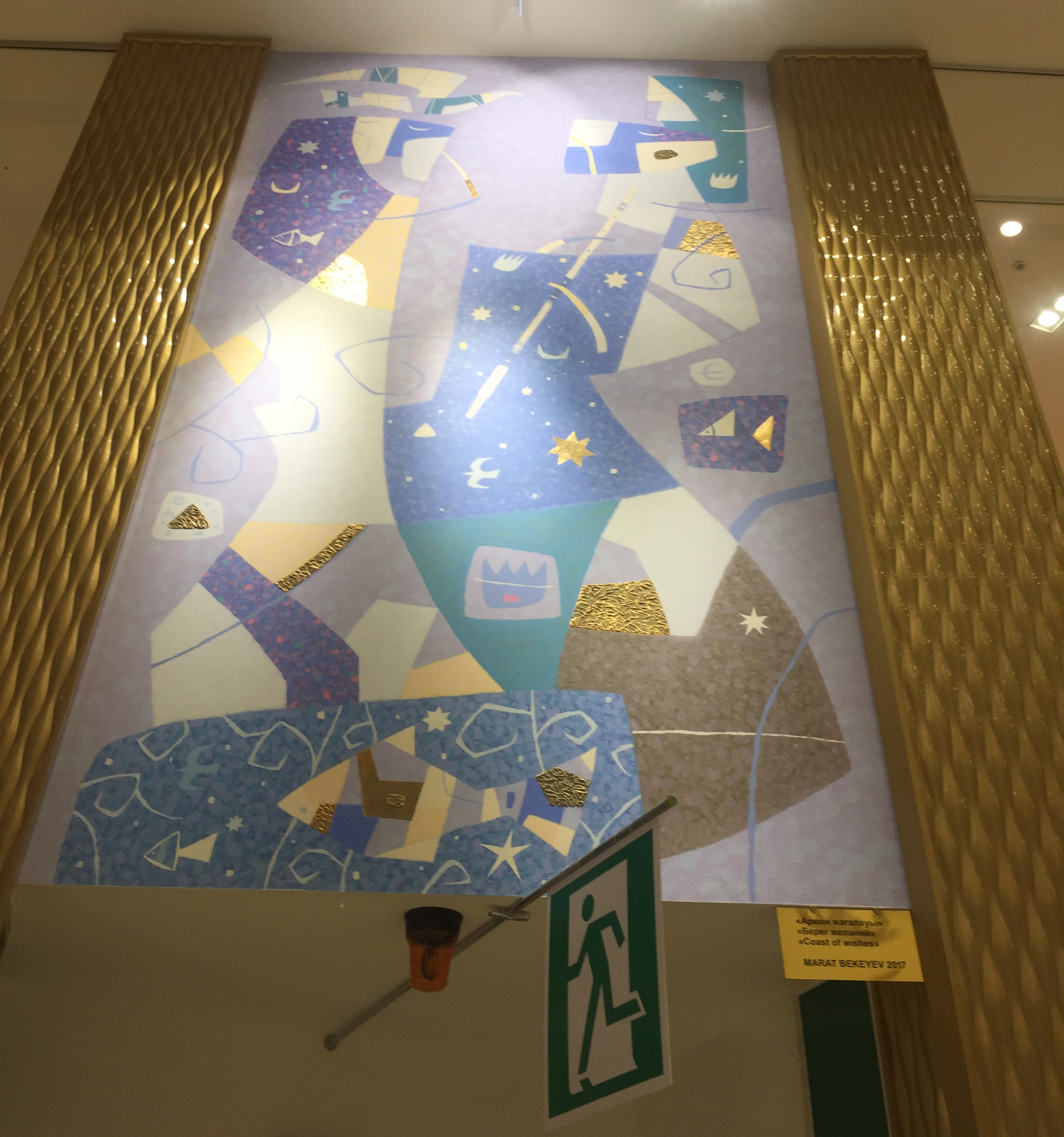
Монументальная роспись Марата Бекей в MEGA Silk Way.
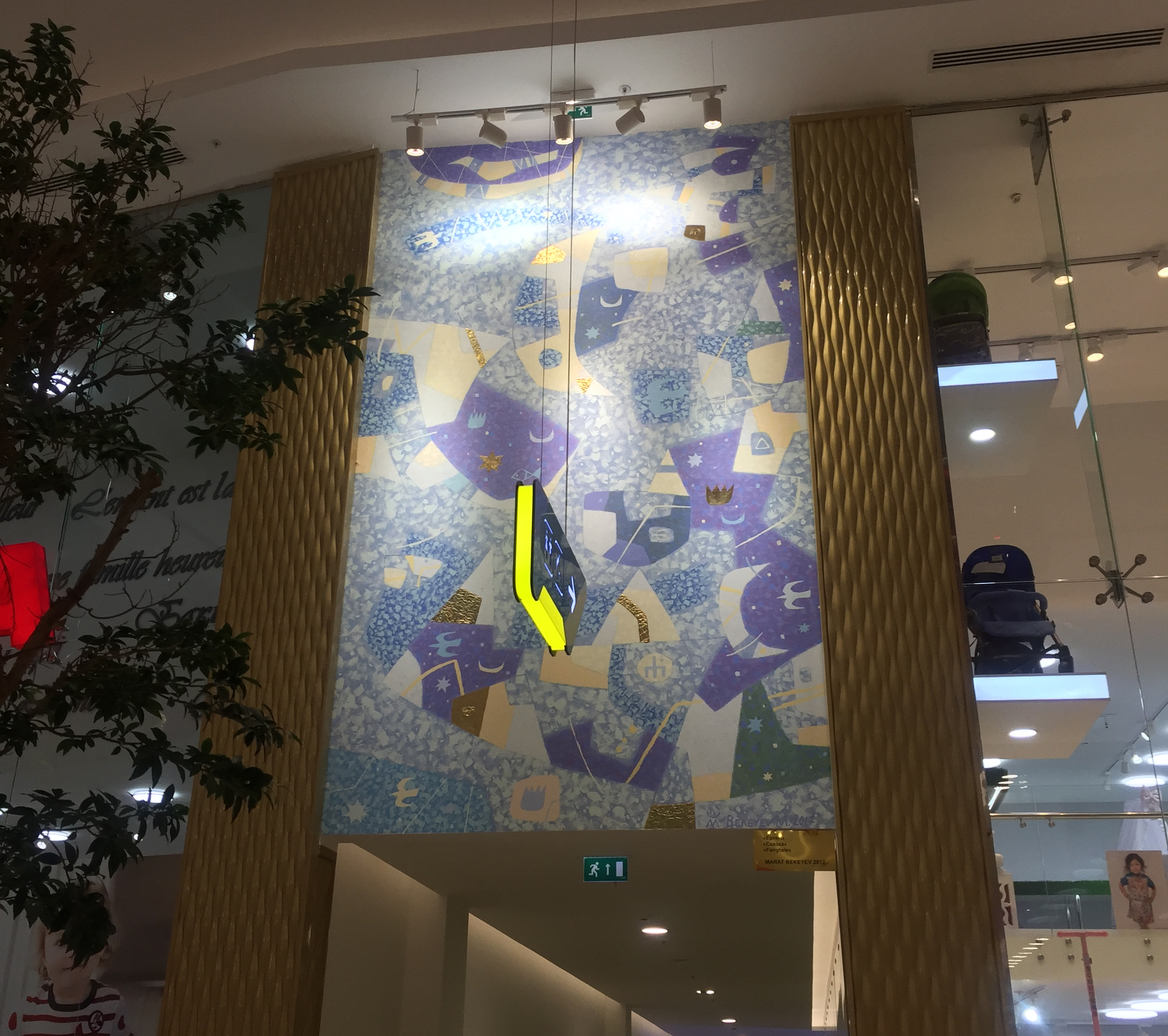
Монументальная роспись Марата Бекей в MEGA Silk Way.
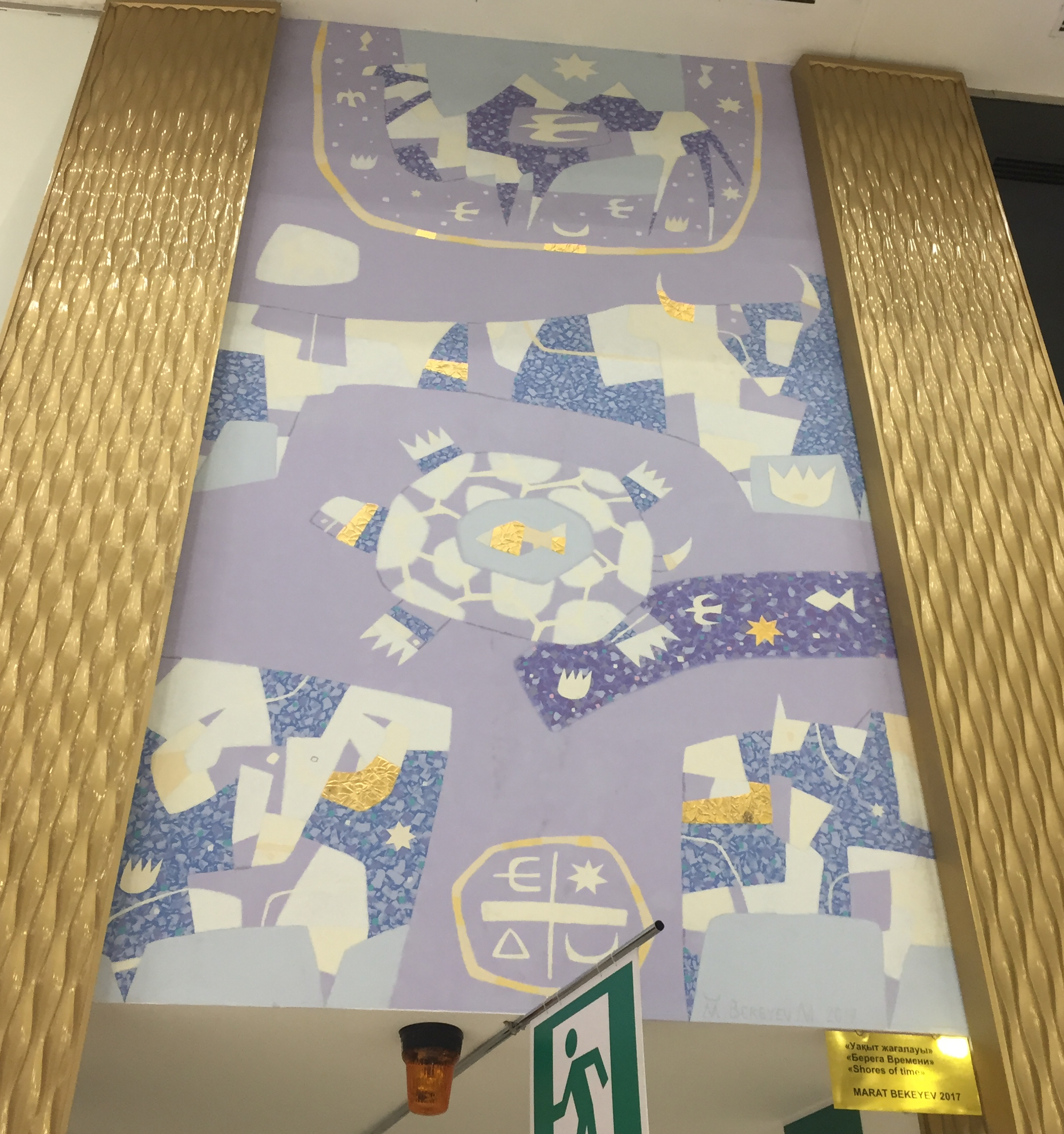
Монументальная роспись Марата Бекей в MEGA Silk Way.

В 2009 году он создал две большие росписи общей площадью 150 м². в торговом центре «MEGA-Актобе» (ныне «Keruen City») в г. Актобе
В 2009 год он создал одну роспись общей площадью 17 м². в Автоцентре «Бавария» (BMW) в городе Астана.
В 2013 создал четыре росписи общей площадью 140 м². в торговом центре «MEGA Alma-Ata»в городе Алматы.
В 2014 году создал роспись «Мелодия странствий» общей площадью 140 м². в торговом центре «MEGA Park» в городе Алматы.
В 2017 году 16 росписей общей площадью 250 м² в «Mega Silk Way» EXPO 2017 в Астане.

## Взгляды

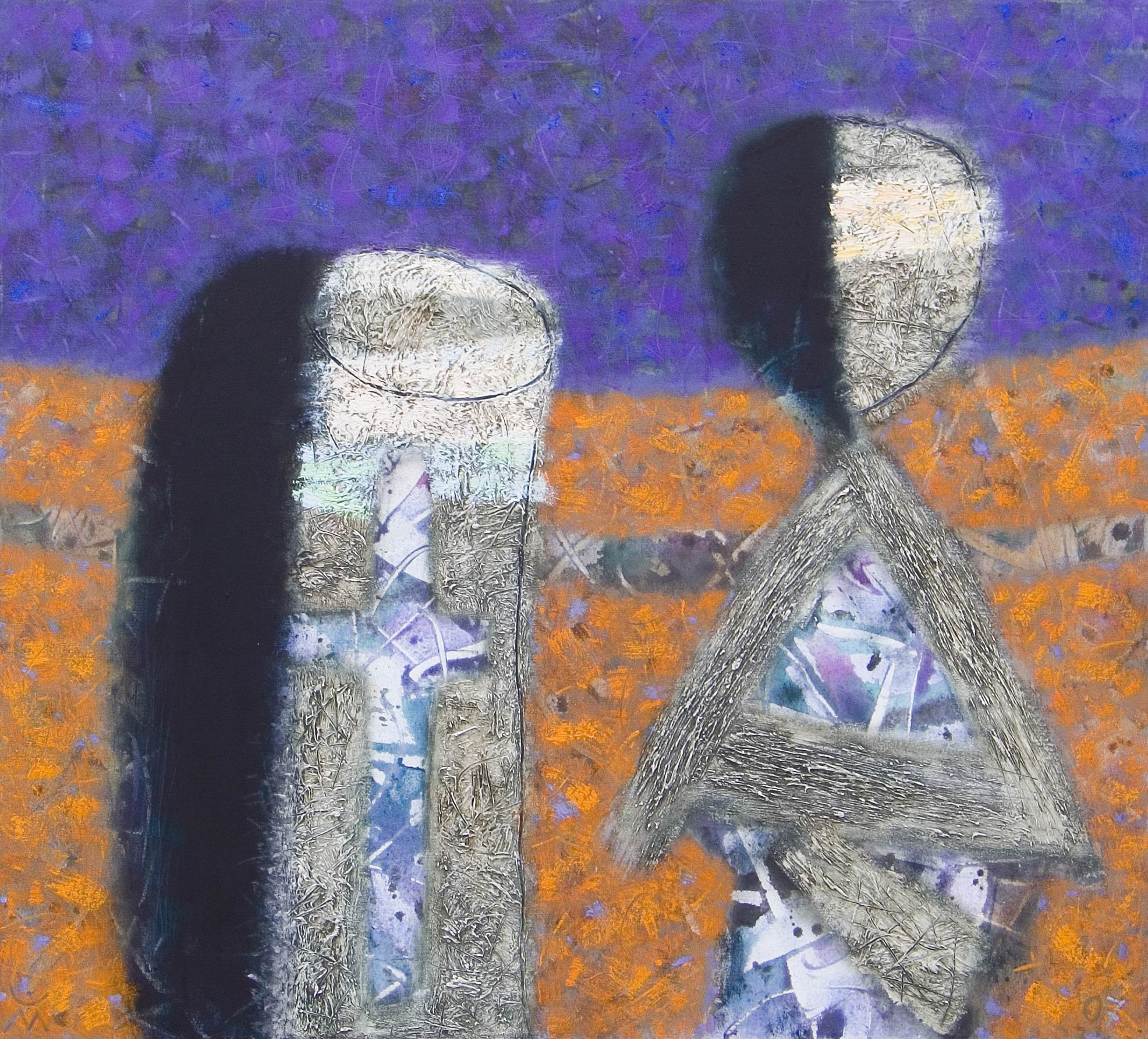
«Тишина». 2007, холст, масло, 90 х 100 см.

### О вдохновении
«Вдохновение будет всегда, если работаешь. Я „разгоняю“ себя, и когда в таком ритме пишешь, быстро развиваешься, то автоматически есть вдохновение. Конечно, я слушаю музыку, фильмы, это, безусловно, наталкивает на что-то, рождает мысль. Но это и есть часть рабочего процесса, когда художник настроен что-то увидеть, поймать мысль».
«В моем случае появление сюжета — чаще всего постоянный поиск и размышления на тему. Делаю „тонны“ набросков, быстро фиксирую образы, так как отлично знаю, что завтра, возможно, я этого и не вспомню. Бывают эскизы, которые „дожидаются своего часа“ годами — то ли ты не готов внутренне, то ли твоя техника и мастерство не созрели. Есть работы, которые пишутся сразу и без эскиза — внезапно, эмоционально и быстро. Часто появляются работы под впечатлением музыки, прочитанной книги, просмотренного фильма, встречи с интересным человеком, состоянием природы — любого проявления жизни. Картины зарождаются по-разному, но для меня главное — не упустить тот момент, когда я „чувствую энергию“, иногда даже „слышу звук“ будущей картины, порой неясно представляя её в целом, и вот тогда надо сразу приступить к работе…»

### О долге художника
«Художник не должен стоять на месте, вздыхать в ожидании лучших времен. Назвался художником — работай, двигайся! Не сдавайся — волшебства в нашем ремесле не существует. За красивым фасадом искусства скрывается лишь упорный труд. День за днем, год за годом — всю жизнь придется положить на холст. Не получается — учись, пробуй новое, думай, меняйся, оттачивай технику. Если ты художник, ты обязан писать, выставляться, брать новые вершины — не для других, для себя. Нет вдохновения? Меняй профессию. И ещё: никогда не зазнавайся, даже если достигнешь высот, — раздутое самомнение тормозит развитие».

### О современном искусстве
«Все стремительно развивается: информационное поле и технологии, искусство — не исключение. Contemporary Art (современное искусство) уже давно часть культуры, оно берет свое начало около ста лет назад.
Много замечательного было создано в этой области и создается по-прежнему. Плохо лишь то, что в современное искусство ринулись те, кто не имеет элементарного профессионализма. Как-то я просмотрел один наш сайт актуального искусства. Очень слабые работы сопровождались весомым текстовым сопровождением, объясняющим, что означает та или иная работа. Пришлось вооружиться словарем, чтобы понять многие словосочетания и термины. Это нехороший симптом. Я не говорю, чтобы все занимались только станковым искусством. Нет, просто художественное образование у нас сейчас очень слабое и выходят художники без базы, без элементарных знаний гармонии цвета и композиции. Почти всегда их работы сопровождаются большим объяснением, что должно означать то или иное изображение и что мы должны чувствовать, когда видим его.
Как-то я долго на словах объяснял своему профессору про картину, которую хочу написать — он молча выслушал, потом сказал: „Устно — пять“. Этот хороший урок часто мне вспоминается. Очень легко придумать актуальную идею и рассказать её устно. Это, как если бы режиссёр вышел перед зрителями и стал говорить про какую-то ленту, которую он придумал, прочитал бы сценарий и все… Зрителю порой сложно отличить настоящее современное искусство от суррогата».

## Критика

### Лалин Трехен Поллок написала статью под названием «Текстура» для книги Мэри О’Коннор «Вверх Тормашками»[24]
«Успех Марата Бекей в его непрерывном поиске философской истины здесь и сейчас, в духовном и религиозном мире, который окружает его. Богатые текстуры его картин предлагают великолепные, глубокие и таинственные фоны для тематик и символов, которые он соединяет в этом мире и которые полны движения и эмоций. В этом поиске он берет нас в качестве привилегированного спутника по миру, который иногда безмятежный, иногда напряженный, но который пронизан духовной радостью. Он ткет для нас яркие по форме, цвету и текстуре гобелены. Его своеобразием является вихрь смелых импульсов и быстрых ударов, которые заимствуются у солнца и земли, у священного мира; бурный и оживленный, никогда ещё не преобладавший над эмоциональным моментом, который он выделил в своих картинах.
Конец дня является важной частью для картин Бекей; момент, чтобы оценить и обсудить усвоенные уроки, момент, который может быть как печальным, так и сокровенным. Порой на его картинах можно видеть фигуру, отдыхающую в вечернее время с собакой, символ че-ловеческой души; услужливая и умная, собака — его постоянная „спутница“. Он использует птиц, символизирующих духовную свободу степей и философские пространства, где разум может свободно передвигаться. Его фигуры окутаны экспрессией, постоянным движением и вечным поиском человека через трудности к просвещению, процесс, который никогда не закончится. Эти образы могут быть наполнены кусочками разочарования и страдания. Они могут быть светлыми с богатыми оттенкам, либо порой такими воздушными и легкими, что холст на мгновение кажется прозрачным сквозь сложные слои цвета и движения. Некоторые неясные фигуры, напротив, выражают монументальность и античность так, что чувство времени усили-вается, вызывая воспоминания о кочевой истории, знаниях, вере и единстве с природой, что, несомненно, вдохновляет. Тем не менее, этот момент может быть безмятежным и неуловимым. Вопросы и ответы наполняют холст поэтической и многообещающей энергией.
Казахстан многолик, но эта визуализация поиска Марата Бекей свободы и истины через структуру жизни и любви, борьбы и глубокомыслия является одним из самых глубоких вдохновений».

### Мурат Ауэзов для личного каталога Марата Бекей[25]
«Лучшие из людей — это, конечно же, художники. Чувствованием света горных миров они одарены в большей мере, чем альпинисты. Умением уловить смыслы затемнений гротов бытия наделены не меньше спелеологов.
Во все времена они были и остаются ропщущими комментаторами стараний творца и народов, антиподами философов и политиков, союзни-ками гармонии и индивида.
Точка, линия, цвет и композиция — им достаточен этот набор, чтобы разрушить твердеющие системы, наросты издержек исторического процесса. Порт приписки человеческой Свободы — жизнь и творения Художников.
Наша земля всегда, начиная с гравюр на скалах, была согрета созданием на ней шедевров пластических искусств. Эту закономерность мощно подтвердили во второй половине XX века Салихэтдин Айтбаев, Макум Кисамединов, Еркин Мергенов. Традиция не иссякает, напротив — являет себя в многообразии и в высшей степени эстетической убедительности работ новых художников Казахстана.
Работы одного из них, Марата Бекей, хороши тем уже, что способны вызвать глубочайшие ассоциации и размышление, как это случилось, например, в прекрасном тексте Баян Барманкуловой, посвященном его творчеству.
Фонд Мухтара Ауэзова считает честью для себя поддержать Марата Бекей в издании каталога этого одареннейшего художника».

### Баян Барманкулова «Каждый пишет, как он дышит» для личного каталога Марата Бекей[25]
«Слова Булата Окуджавы вполне подходят к творчеству и личности Марата Бекей. За полтора десятка лет, что он известен любителям искусства, художник предстает искренним, импульсивным, склонным к мгновенным выбросам энергии чувств и мыслей. Но и раздумчивым, философичным лириком — ведь ритм нашего дыхания зависит не только от эмоций, но и состояния ума, сменяющихся мироощущений и даже мировоззрений. С утра мир гармоничен, ласков, разумен, а к вечеру во всем видится разлад, зло, абсурд. Или наоборот. Любая оценка может быть высказана любым же способом. Язык искусства располагается в амплитуде предмет — знак, конкретное — абстрактное, реальное — символическое.
В течение многих лет Бекей создает собственную реальность, в равной мере вымышленную и действитель-ную, рождённую фантазией и памятью, воображением и конкретностью пережитых мгновений. Художник соединяет все это нитями ассоциаций и сплетает из них что-то вроде волшебной сети, в которую стремится уловить нечто, что таится в душе или витает в воздухе, и хочет быть увиденным и изображенным, услышанным и названным.
Он увлеченно курсирует, дрейфует, колеблется, движется по спирали между несколькими группами сюжетов и языковых систем. Выбирает то родовое, национальное, типичное, то характерное, индивидуальное, личностное. И потому его работы обладают то звонким декоративным началом, то живописными переливами цветовых пятен, то соединением того и другого, ведь мир — суть переплетения общего и частного, объективного и субъективного, определённого и смутного.
Время от времени Бекей ищет геральдическую ясность образа кочевника — чабана, воина, дервиша, философа и придает фигурам очертания, в которых легко угадывается этническая и всемирная принадлежность. Сверхзадача здесь — найти изобразительный аналог красоты, величия, драмы кочевой культуры („Воин сна“,1993).
Иногда его манит образ странника вообще — „им овладело беспокойство, охота к перемене мест“ („Когда выпадет снег“, 2004). Или идея странствия — метафоры жизненного пути. И художник тщательно улавливает мистические, интуитивные, светлые и темные, счастливые и трагические связи Странника с подвижным пространством неподвластного мира, магнетизирующего влюблен-ного в движение и новизну ощущений сильного и слабого человека („Через снега, снега“, 2003).
Случается, художник стремится прикоснуться к невнятным и смущающим интенциям мерцающего бессоз-нательного (коллективного и культурного), не знающего слов, но богатого зрительными образами, погруженными в поток свободных ассоциаций. И наступает время плавающих, скользящих означающих и сдвига понятий, но по ту сторону языка. И время поиска психологической идентичности, непрерывной самотождественности, принятия личностью неразрывного единства „я“ со всеми своими социальными связями. Возникает некое царство подразумеваемости, в котором безраздельно господствуют всевозможные складки, изгибы, искривления мнимого пространства — символические обозначения материального и духовного („Странствие“, 1994).
Бекей увлеченно идет за этим неведомым, усколь-зающим. Возникающие образы остаются в сфере недос-казанности, отсылающей к символике смыслов. В таких полотнах торжествует подвижное вещество мира, подобное океану лемовского Соляриса, готового в ответ на страстное или нежное чувство выбросить из своих глубин фантомные формы, способные к чуткой мимикрии. Такие полотна обладают притягательностью таинственных цветных туманностей, в которых бег линий, подобно условным рисункам созвездий, создает пространство, чреватое намеками, предчувствиями, мифическими персонажами и сюжетами („На грани сна“, 1994).
Художника привлекает задача говорить о том, что лежит за границами простого жизненного опыта, за возможностями физического зрения. И потому цвет и линия в его полотнах стремятся приобрести поэтическую и даже метафизическую способность говорить о том, что не может быть высказано с помощью легко узнаваемых предметных форм („Башня луны“, 1999).
Однако время от времени художник обращается к жанровой живописи, когда неожиданно события детства плотно и зримо подступают к ближнему краю памяти, актуализируются в поле сознания. Тогда снова звучат лирика и романтика далекого повседнева, уходящих примет детской жизни. В 1994 году в алматинской галерее „Рух“ была показана серия работ, вызванных к жизни воспоминаниями. Запомнилось „Странствие арбузов“ легкая вязь из намеков на лошадь, телегу и ярко — горка из трех зеленополосатых плодов.
Вот и года три назад опять возникло яркое видение детства. Наступило время нового странствия в глубины своей памяти. Драгоценные сгустки детских ощущений и переживаний, иногда выпадающие из контекста многос-лойной жизни, превратились в грани волшебного кристалла, отбрасывающего магический свет на всю полноту бытия.
Небольшие полотна, связанные с аульным детством, кажутся живописными мемуарами, начатыми на пороге сорокалетия. Древние греки называли этот возраст акме. В нём человек счастливо соединяет в себе энергию молодости и мудрость зрелости. Пробудившееся прошлое хранило все эти годы запахи и звуки, факты и жесты, сочные тени и плотный свет, в общем, образы и приметы далекой теперь поры.
Каждая из работ дает представление о сути „я“ художника, в котором соединилось разное: нежность и суровость, доверчивость и ирония, серьёзность и веселость, податливость и упругость, чувствительность и рассудочность. Однако и в этих фигуративных изображениях наблюдается склонность художника видеть мир сквозь призму символа. И потому образ полотна „Жетынан“ отсылает не только к вкусному факту традиционной жиз-ни, но и к глубинному смыслу бытия, где значимы числа и запах пищи, где быт сплавлен с ритуалом, земная жизнь пронизана верой в постоянное присутствие аруахов из мира иных.
Замечательны холсты с маленьким человечком, оставшимся один на один со Вселенной. В них изображение строится по принципу почти блоковского называния составляющих мира. Только здесь зарифмованы не „ночь, улица, фонарь, аптека“, а чёрная лошадь, белогрудая птица на её спине, темное небо, зелень травы и синь воды. И все это рядом с мальчиком, пораженным величавой тишиной надвигающейся ночи („Сумерки“, 2004). До озноба задевает образ в картине 2005 года „Ночной дождь“: босоногая фигурка на золотистой полоске земли и огромное чёрное пространство ночи, гипнотизирующей ребёнка. Свет жилища и распахнутая дощатая дверь придают мальчику силы противостоять неведомому. Минимальными средствами создан запоминающийся образ экзистенциального одиночества и трогательного бесстрашия человека (пусть ещё ребёнка), стоящего на пороге прекрасного и таинственного мира.
И в 2006 году художник снова в поиске. В картине „Небо на земле“ он ещё достаточно близок к стилистике „детских“ картин. Однако в условно-конкретное прост-ранство, похожее на уютное лоскутное одеяло, внедряется инопланетное нечто. Оно контрастирует с миром, где ласково сияет белая гора с большими разноцветными птицами, цветут холмы, в небе дрейфуют мягкие треу-гольники, напоминающие бумажных змеев. И все же в хвосте его темного жесткого многопрофильного тела поселился кусочек неба с синим месяцем и золотыми сегментами солнечного света, быть может, дар далеких галактик.
„Ловцы луны“. Образ создан на границе ассоциативного поля между детскими и взрослыми ощущениями. Изображение — сочетание абстракции со стилистикой наивных рисунков, как будто бы в душе художника происходила тихая битва за первенство между детскими фантазиями и взрослым умением абстрагироваться от избытка конкретного, чтобы делать суждения о мире. Здесь соединились намек и поэтическая ясность: забавные условные фигуры троих персонажей и звучные цветовые эпитеты — чёрный месяц, ночная синь, зеленые, желтые, красные всполохи воспоминаний. Что-то вдали, что-то близко, что-то туманно, что-то ярко и сильно, как вспышка молнии, освещающей на мгновение непостижимость земли и небес.
В картине „Тишина“ всего лишь две Фигуры в ночи. Левая напоминает степную каменную бабу или женщину в кимешеке, тюрбане, парандже. В ней присутствует что-то природное, скрытое, неразгаданное. В середину темного блока вписана бело-голубая крестовина — то ли человеческая Фигурка, то ли символ перекрестия дорог с любым добровольно и случайно избираемым направлением. Фигура справа составлена из овала, контрастно разделенного густой тенью на две половины (голова), равнобедренного треугольника (плечи и руки, сложенные перед грудью) и цилиндра (торс). Внутри треугольника видны шевелящиеся голубые осколки чего-то, „сваленные“ в беспорядке. Информация, которую надо упорядочить? Элементы фигур написаны с особым почтением к фактурам: кажется, они содержат в себе отпечатки, следы, память обо всех событиях, запахах, цветах, чувствах и мыслях, которые прошли сквозь жизнь этих странных вечных персонажей культуры — мужчины и женщины. Пожалуй, в этой картине художнику удалось насытить красочное тесто, цветовую магму особой чувственностью, сдержанной темпераментностью, но и духовностью звучания.
Есть у художника излюбленные сюжеты и названия работ, неоднократно появляющиеся в разные периоды жизни, среди них: „На исходе дня“, „Смотрящие в небеса“, „Гадание на первом снеге“, „Птица“, „Всадник“, „Разговор“ (красный, случайный, с ангелом).
Уже первые прикосновения к той или иной теме пока-зали, что искомый образ не может быть найден раз и навсегда. Все время за границами остается что-то важное, на этот раз ускользнувшее. Поэтому нет конца попыткам дойти до самой сути и найти, наконец, исчерпывающий ответ. Ещё раз.
„Канбак“ (перекати-поле) — так называется одна из работ Марата Бекей. В картине: человек погружен в пространство мира и отдан потоку времени, а мимо летят клубки стоанного легкомысленного и свободолюбивого степного растения — метафора случайности, мимолетности, событийности жизни.
Вот и художник занят бесконечным странствием, но только и не столько в пространстве земли, сколько в непостижимой глубине воображения и памяти. И знания в том числе.»

### World Discovery Kazakhstan[26]
«М. Бекей — философ в жизни и в искусстве. Для него творчество — священнодействие. Демиург, творящий новые миры, активно воздействующие на миры уже существующие — таков художник в его мировоззренческой системе. Своими работами он пробуждает нашу генетическую память, представляя нам мир в то время, когда он ещё не состоялся окончательно, но был лишь в процессе становления. Поэтому объекты, феномены, истины в нём изначальны, а значит, и вечны. Для художника очень важно экспрессивное движение времени-пространства, времени-формы, иногда открытых среде, иногда замкнутых в объёме, но всегда активных, пытающихся вырваться за все и всяческие пределы, смести границы. Он кодирует изображение, и коды его обращены, как и все в его творчестве, вовне и внутрь одновременно, обозначая кровные связи двух миров: мира, созданного искусством, и мира реального, „объективно“ существующего„.

### Юлия Чукмасова для журнала Tengri в 2009 году[23]
“Его искусство на грани нервного срыва, образы, пограничные реальности, словно выписаны мыслью и кровью. Картины Марата Бекей невозможно рассматривать, временами дивясь мастерству художника, — только проживать, смешивать свои чувства с такими простыми и вместе с тем такими невероятно сложными историями, щедро выплеснутыми на холсты фантазийной памятью художника.
Свою персональную реальность, полную свободы и символов, днями и ночами Марат творит на лоджии собственного дома, слушает рок, пьет крепкий чай, курит сигареты. Работает много и жадно, не гонясь за похвалой, независимо от происходящего вокруг — одержимо и страстно, по нескольку полотен одновременно. Пишет, как и мыслит, — свежо и дерзко, не признает полутонов, раздвигает рамки. Он, как ангел, который пересаживается на метлу, если ему ломают крылья. Так, однажды поняв, что в родном Актюбинске больше нет места для творческого роста, бросил все и отбыл в Алматы вместе с женой Акмарал Жиенгалиевой, тоже художницей. Чужой город, отсутствие работы, жилья и, самое главное — друзей, его не пугают. Он горяч, он полон надежд, он рвется в бой. Для таких, как Марат, преград не существует».

### М. Мусина для книги «Лавровский сборник: материалы Среднеазиатско-Кавказских исследований: этнология, история, археология, культурология»
«Жанр, в котором работает Марат Бекей, определить сложно — здесь и пейзаж, и многофигурные композиции, и бытовые сцены. Он сочетает реалистические способы письма с авангардистской условностью.
Сюжеты картин художник черпает из детских воспоминаний и фантазий: идиллические вечера в родном ауле („Тихий вечер“), громадная и таинственная ночь, затаившаяся за открытой дверью („В ночь“), воз сена, влекомый белым осликом („Облака“), — это все впечатления детства, реалистичные и трогательные. Стройный тополь на фоне сероватобелой стены и удлиненная человеческая фигура, словно натянутые струны, и все это перечеркнуто огромной тенью хищной птицы. Такая ритмическая организация полотна порождает ощущение звука („Шорох“). В иной манере, близкой кубизму, написан „Всадник“: фигуры коня и царственно восседающего наездника составлены из геометрических фигур контрастных цветов. Размытые контуры персонажа детских сказок Канбакшала („Канбак“) — это прямая аналогия с Агасфером, вечным скитальцем, неприкаянным и одиноким. Впечатление знойной пустыни усиливают шары перекатиполе.
Тема кочевника и странника постоянно присутствует в творчестве Марата Бекей в качестве наблюдаемого и формулируемого явления.
Особое свойство картин Марата Бекей — теплота, лирическая интонация, доверительность повествования. Хрупкий, трогательный мир детства, к которому неизменно обращается художник, — это нить Ариадны, ведущая человека по житейским лабиринтам. Острота мировосприятия, точность и выразительность в выборе живописных приемов — наиболее характерные черты творческой манеры Марата Бекей. Самое замечательное качество художника — умение играть цветом. Каков бы ни был общий колорит любой его картины — построен ли он по принципу контраста, приглушены ли тона красок, все его полотна гармоничны, плотно скомпонованы и завершены.
Марат Бекей разрабатывает собственную неповторимую визуальную трактовку образов. Выстраивая поступательность, системность восприятия, он как бы приглашает зрителя войти в это живое вибрирующее пространство. Кажущаяся хаотичность, лоскутность композиционных ритмов, объединяется аккумулирующим чёрным цветом, что придает его работам особый метафизический смысл».

## Благотворительность

### «Арт Номад» в «Christie’s»
В 2008 году участие в выставке «Арт-Номад» в залах Аукционного дома «Christie's», г. Лондон, Великобритания. На благотворительном аукционе была продана его картина «Смута». Выставка-аукцион стала определяющей вехой проекта «Инвалидам — достойную жизнь!» благотворительного фонда «Саби»:
«С целью реализации масштабных планов проекта, в июне 2008 года в Алматы Фондом „Саби“ совместно с Дирекцией Художественных Выставок была организована выставка „Арт Номад“, задачей которой стало привлечь внимание общественности к проблемам людей с ограниченными физическими возможностями, а также познакомить зарубежных гостей с изобразительным и прикладным искусством Казахстана. Посещение этого мероприятия Председателем известнейшего Аукционного Дома Christie’s лордом Дэвидом Линли позволило осуществить следующий этап проекта — благотворительный аукцион и выставку в Аукционном Доме Christie’s в Лондоне. Это событие состоялось в октябре 2008 года и стало значимым не только для Фонда, но и для всей нашей страны, так как приоткрыло миру одну из составляющих культуры Казахстана. Впервые казахстанское искусство было представлено на таком высоком уровне. В результате аукциона и выставки был собран почти 1 000 000 долларов США. Все средства направлены на покупку первых 20 оборудованных по последнему слову техники специализированных автомобилей „Инватакси“ марки Volkswagen».

### «Энергия»
В 2016 году, 27 апреля в Научном центре педиатрии и детской хирургии (НЦПиДХ) города Алматы состоялся мастер класс «Энергия», где мастер класс для детей с онкологическими заболеваниями творческие мастер класс провели фотограф Стефано Эрбер, художники Марат Бекей и Андрей Нода, скульптор Эдуард Казарян. Мастер-класс прошёл в рамках социально-культурной программы «Наведение мостов между Востоком и Западом».
Днем позже, 28 апреля, в Алматы по итогам серии мастер-классов состоялся вернисаж детских работ под символичным названием «Энергия». В этот же день состоялась благотворительная распродажа работ казахстанских деятелей искусства. На вырученные средства была приобретена детская площадка для Научного центра педиатрии и детской хирургии города Алматы, где проходят лечение дети с онкозаболеваниями. В конце того же года в Женеве в рамках мероприятий по празднованию 25-летия Независимости Республики Казахстан Постоянным представительством Казахстана при поддержке Общественного фонда «Исмет», компании «MPL», благотворительного фонда «l’Etoile de Martin», а также представительства фармацевтической компании «Pfizer» была организована выставка рисунков на тему «Энергия» казахстанских детей, проходящих лечение в онкологических клиниках Казахстана.

### «Вечные Ценности»
«Вечные Ценности» — город Алматы (Казахстан). Благотворительная выставка, организованая с целью собрать средства с продажи работ для лечения сына Марата — Тимура Бекей, попавшего в дорожно-транспортное происшествие тем же месяцем. Тимур был экстренно отправлен в Южную Корею, где ему была проведена серия сложных хирургических и пластических операций. Марат полетел вместе с ним, где полностью посвятил себя сыну, находясь с ним рядом 24 часа в сутки, делая все возможное для скорейшего выздоровления Тимура. Тем временем, как бо́льшую часть организационных обязанностей над выставкой взяли на себя близкие друзья и родственники Марата. Помимо самих Марата и его жены Акмарал Жиенгалиевой, мамы Тимура, свои работы предоставили его друзья, среди которых известные художники и скульпторы, такие как, Эдуард Казарян, Андрей Нода, Алмагуль Менлибаева, сестры ГаБо Куссаиновы, а также были представлены работы Александра Обедина и Марата из частных коллекций его друзей.

### «Остановитевойну!»
21-23 марта 2022 года, состоялась благотворительная выставка-продажа «Остановите войну!» в поддержку народа Украины. Организаторами выставки выступили супруги, художники Акмарал Жиенгалиева, Марат Бекей, их сын — режиссёр Тимур Бекей, а также дизайнер интерьеров, архитектор Жанна Спунер. Проект состоялся при поддержке социально-культурного пространства «Дом на Барибаева 36» и Посольства Украины в Казахстане. Все вырученные средства были переданы Посольству Украины в Казахстане.

## Совместные выставки[35]
1986—1989 года
- «Молодость Республики» — город Минск (Белоруссия).

1989 год
- «Художник и экология» — город Минск (Белоруссия).
- «Сокровища белорусского авангарда» — город Минск (Белоруссия).
- «Молодые художники Белоруссии» — город Берлин (Германия).
- Международный симпозиум молодых художников — Дом творчества «Сенеж», город Солнечногорск (РСФСР).

1990 год
- Выставка актюбинских художников — город Алма-Ата (Казахстан).
- «Наш современник» — город Москва (РСФСР).
- «Парад галерей» — Государственный музей искусств Казахстана имени А. Кастеева, город Алма-Ата (Казахстан).
- Молодёжная выставка в галерее «Улар» — Алма-Ата (Казахстан).
- Фестиваль молодых художников Центральной Азии «Жигер 1990» — город Алма-Ата (Казахстан).

1991 год
- Симпозиум молодых художников — село Таутургень, Алматинская область (Казахстан).

1995 год
- Выставка актюбинских художников — галерея «Улар», город Алматы (Казахстан).
- Независимые галереи в гостях у музея Кастеева — Государственный музей искусств Казахстана имени А. Кастеева, город Алматы, Казахстан.

1996 год
- Групповая выставка — Галерея «Арт-Лайн», город Калининград (Россия).

1998 год
- Выставка с К. Базаргалиевым — Галерея «Улар», город Алматы (Казахстан).
- «Дни культуры Республики Казахстан» — город Ашхабад, Туркмения.
- Выставка, посвященная 175-летию Курмангазы — города Анкара, Стамбул (Турция).

1999 год
- «Вторжение», совместная выставка с А. Есдаулетовым — Галерея «Тенгри Умай», город Алматы (Казахстан).
- «Пятый континент» — Ark Gallery, город Алматы (Казахстан).
- Выставка современного казахстанского искусства из коллекции Ричарда Спунера — Государственный музей искусств Казахстана имени А. Кастеева, город Алматы (Казахстан).
- Выставка современного казахстанского искусства из коллекции Ричарда Спунера — Музей современного искусства, город Астана (Казахстан).

2000 год
- «Небеса»- творческий проект «Марат Бекей и друзья» — Галерея «Тенгри-Умай», город Алматы (Казахстан).
- «Мастер Класс» — Международный арт-фестиваль, организованный галереей «Тенгри-Умай» — Государственный музей искусств Казахстана имени А. Кастеева, город Алматы (Казахстан).
- Выставка к 50-летию Союза художников Республики Казахстан — Государственный музей искусств Казахстана имени А. Кастеева, город Алматы (Казахстан).

2001 год
- Выставка в гостинице «InterContinental» — город Астана (Казахстан).
- «Взгляд в будущее» — Президентский центр культуры, город Астана (Казахстан).
- «Мир кочевья» — Президентский центр культуры, город Астана (Казахстан).
- «Человек и тюльпан», международный фестиваль искусств, лауреат II-й премии — Государственный музей искусств Казахстана имени А. Кастеева, город Алматы (Казахстан).
- Международная выставка, 5-11 сентября — Ванкувер (Вашингтон), Соединённые Штаты Америки.
- «Современное искусство Алматы» — выставочный зал Манеж, город Москва (Россия).
- Выставка к 10-летию независимости Республики Казахстан — Государственный музей искусств Казахстана имени А. Кастеева, город Алматы (Казахстан).

2002 год
- «Избранное-2002», галерея «Инкар» — Государственный музей искусств Казахстана имени А. Кастеева, город Алматы (Казахстан).
- «Бесконак — актюбинский ветер» — совместный проект Марата Бекей, К. Базаргалиева и панк-рок группы «Адаптация» — Галерея «Улар», город Алматы (Казахстан).
- «Мир кочевников» — Президентский центр культуры, город Астана (Казахстан).
- «V-я Международная творческая лаборатория художников тюркоязычных стран», май — провинция Ичель, город Мерсин (Турция).
- «Открытый город» — Международный арт-фестиваль, участник, лектор мастер класса — Галерея «Тенгри-Умай», Государственный музей искусств Казахстана имени А. Кастеева, город Алматы (Казахстан).
- «Художники города Алматы» — город Стамбул (Турция).
- «Искусство наций» — Центральный дом художника, город Москва (Россия).

2003 год
- «3-я Новосибирская биеннале графики», сентябрь — Новосибирская картинная галерея, город Новосибирск (Россия).

2004 год
- «Искусство Казахстана» — галерея «Евразия», город Брюссель, Бельгия.
- «Découverte du Kazakhstan» — Galerie Moulin, город Асселборн, Люксембург.
- «Современное искусство Казахстана» (при сотрудничестве с галереей «Евразия», город Брюссель, Бельгия.) — «Intourist-Galerie» город Лондон, Великобритания.
- Проект «Восток-Запад»: I австрийско-центральноазиатская летняя академия печатной графики — коммуна Вальзее-Зиндельбург, Австрия.
- Проект «Восток-Запад»: Выставка печатной графики — Галерея города Амштеттен, Австрия.
- Проект «Восток-Запад»: Выставка печатной графики — Музей искусств, город Бишкек, Кыргызстан.
- «Арт-Десант Алматы», Марат Бекей, Акмарал Жиенгалиева, С. Сулейманова, К. Базаргалиев — Выставочный зал Дома Художественного Воспитания Министерства культуры и спорта Республики Казахстан, город Актобе (Казахстан).

2005 год
- Международный Мастер-класс — город Уральск (Казахстан).
- «Fiber» — Музей современного искусства города Астана (Казахстан).
- «Восток-Запад-III», международный симпозиум печатной графики — город Душанбе, Таджикистан.
- «Крылья» — выставка-дуэт с Аскаром Есдаулетовым — галерея «Тенгри-Умай», город Алматы (Казахстан).
- «Восток — Запад Графика Плюс», международный симпозиум печатной графики — галерея «Тенгри-Умай», город Алматы (Казахстан).

2006 год
- «Пункт наблюдения» — выставка-дуэт с Андреем Нода — галерея «Улар», город Алматы (Казахстан).

2007 год
- «Весенняя» — галерея «Арт-Центр Алма-Ата», город Алматы (Казахстан).
- Выставка по результатам международного симпозиума печатной графики «TANBA», сентябрь — Государственный музей искусств Казахстана имени А. Кастеева, город Алматы (Казахстан).
- Международный арт-кэмп в «Karlik-Evi» — Каппадокия (Турция).
- «TANBA», международный симпозиум печатной графики в Алматы. Организатор, участник. «TANBA» — Важный проект в культурной жизни страны, впервые к проблеме печатной графики было привлечено внимание и проведено на международном уровне. В то время, как печатная графика в Казахстане фактически исчезла.

2008 год
- «Лики Азии» — выставочный зал Московского Дома Самодеятельного Творчества «ДОМ», Москва (Россия).
- Выставка частной коллекции Дом искусств «ЧЕРЕПАНОВЪ» — города Москва (Россия), Париж (Франция).
- «Художник и город» — галерея «Арт-Центр Алма-Ата», город Алматы (Казахстан).
- «Арт-Номад»[28] — Аукционный дом «Christie’s», город Лондон, Великобритания.

2009 год
- «Алматинский календарь»(«Бык, зима и фантазия»)[36] — галерея «Арт-Центр Алма-Ата», город Алматы (Казахстан).
- «Нода-Казарян-Бекей»[37] — Музей современного искусства, город Астана (Казахстан).
- «Art Kazakhstan» в рамках фестиваля «Kazakh Gala»[38][39] — Аукционный дом «Sotheby’s», город Лондон (Великобритания).
- «Искусство Казахстана» — Арт-Центр, город Берлин (Германия).
- I Международный симпозиум арт-колонии «Portakal Çiçeği»[11][12][13] — Сапанджа (Турция).

2011 год
- «Поиск корней»[40] — здание Еврокомиссии «Берламон», город Брюссель, Бельгия.
- «Мир Графики»[41] — галерея «Арт-Центр Алма-Ата», город Алматы (Казахстан).
- III Международный симпозиум арт-колонии «Portakal Çiçeği»[11][12][13] — Сапанджа (Турция).
- «Нода — Казарян — Бекей»[42] Благотворительная выставка — Финансовый центр, город Алматы (Казахстан).

2012 год
- IV Международный симпозиум арт-колонии «Portakal Çiçeği»[11][12][13] — Сапанджа (Турция).
- 22-nd International Istanbul Art — город Стамбул (Турция).

2013 год
- V Международный симпозиум арт-колонии «Portakal Çiçeği»[11][12][13] — Сапанджа (Турция).
- «Шанырак — небесный свод»[43][44], Galerie Carré Doré, Монте-Карло, Монако.

2014 год
- VI Международный симпозиум арт-колонии «Portakal Çiçeği»[11][12][13] — Сапанджа (Турция).
- XXI международный симпозиум арт-колонии Кичево (Северная Македония).

2015 год
- Совместная выставка с Э. Казаряном[45] — «AFD Plaza», город Алматы (Казахстан).
- «Шанырак — небесный свод»[46][47][48], Выставочный зал Мирамар, Канны (Франция).
- VII Международный симпозиум арт-колонии «Portakal Çiçeği»[11][12][13] — Сапанджа (Турция).
- XXII международный симпозиум арт-колонии Кичево (Северная Македония).

2016 год 
- «Aqua Art Fair»[49] — Art Basel, Майами (Соединённые Штаты Америки).
- VII Международный симпозиум арт-колонии «Portakal Çiçeği»[11][12][13] — Сапанджа (Турция).
- XXIII международный симпозиум арт-колонии Кичево (Северная Македония).

2017 год
- Международная художественная выставка «Арт-Дала: диалоги в пространстве и времени»[50][51][52] в рамках культурной программы EXPO 2017 — Национальный музей Республики Казахстан, город Астана (Казахстан).
- «The Silk Road International Art Exhibition» — Сяньян (Китай).

2018 год
- «ArtAnkara», IV International Art Fair[53] — Анкара (Турция).
- «Дух Великой Степи»[54] — Mustafa Ayaz Modern Arts Museum, Анкара (Турция).
- «Вечные Ценности»[32] — город Алматы (Казахстан).

2019 год
- «Light of the OTHER: Unveiling the art of Central Asia»[55][56][57][58] — галерея «D’Contemporary», город Лондон, Великобритания.
- «TriumvirArt»[59][60][61][62][63] — ForteBank: Kulanshi ArtSpace, город Астана (Казахстан).
- «Comeback»[64][65] — Kazarian Art Center, город Алматы (Казахстан).
- «Город на Белом холме»[66], приуроченная к объявленому Году Казахстана в Узбекистане. — Музей искусств им. Савицкого, город Нукус (Узбекистан).

2020 год
- «ArtAnkara», VI International Art Fair[53] — город Анкара (Турция).

2021 год
- «NordArt 2021»[67] — город Бюдельсдорф (Германия).

2022 год
- «Благотворительный Art-Bazar»[68] — Культурное пространство «Art-Lane», город Алматы (Казахстан).
- «Остановите войну!»[33][34] — «Дом на Барибаева 36», город Алматы (Казахстан).
- «NordArt 2022»[69] — город Бюдельсдорф (Германия).
- «Discovery Art Fair»[70] — город Франкфурт-на-Майне (Германия).
- «Art from Central Asia»[71] в сотрудничестве с Mehran Contemporary — Вальдорф (Германия).

## Персональные выставки[35]
1992 год
- Персональная — город Актобе (Казахстан).

1994 год
- Персональная — Галерея «Улар», город Алматы (Казахстан).
- Персональная — Галерея «Рух», город Алматы (Казахстан).

1995 год
- Персональная. — Галерея «Русская коллекция», город Москва (Россия).

1996 год
- Персональная — город Актобе (Казахстан).

1998 год
- Персональная — Галерея «Улар», город Алматы (Казахстан).

1999 год
- «Всадники», персональная выставка — Галерея «Улар», город Алматы (Казахстан).

2000 год
- Персональная — Галерея «Улар», город Алматы (Казахстан).
- Персональная — Офис «АБН АМРО БАНК Казахстан», город Алматы (Казахстан).
- Персональная — Хайатт Ридженси Рахат Палас, Казахстан, город Алматы (Казахстан).

2001 год
- Персональная — Галерея «Шежере», город Алматы (Казахстан).
- Персональная. Серии «Игра», «Психоз», «Смута» — Галерея «Тенгри-Умай», Казахстан, город Алматы (Казахстан).

2003 год
- Персональная выставка в офисе «АБН АМРО Банк Казахстан»
- Персональная. Галерея «Евразия», г. Брюссель (Бельгия)
- «Канбак» — персональная, галерея «Тенгри-Умай», город Алматы (Казахстан).

2005 год
- Персональная — Галерея «FlamanArt», город Эйндховен (Нидерланды).

2007 год
- «Белый ветер»[72], персональная — галерея «Тенгри — Умай», город Алматы (Казахстан).
- «Рассыпанные слова», персональная — галерея «Арт-Центр Алма-Ата», город Алматы (Казахстан).

2009 год
- Персональная[73][74] — Музей современного искусства, город Актобе (Казахстан).

2010 год
- «Белый день», персональная — галерея «Арт-Центр Алма-Ата», город Алматы (Казахстан).

2015 год
- Персональная[75] — Музей современного искусства, город Актобе (Казахстан).

2020 год
- «Небо на Земле»[76][77] — Галерея «Хас Санат», город Астана (Казахстан).

## Симпозиумы[35]
1989 год
- Международный симпозиум молодых художников — Дом творчества «Сенеж», город Солнечногорск (РСФСР).

1991 год
- Симпозиум молодых художников — село Таутургень, Алматинская область (Казахстан).

2002 год
- «V-я Международная творческая лаборатория художников тюркоязычных стран», май — провинция Ичель, город Мерсин (Турция).
- «Открытый город» — Международный арт-фестиваль «ТюрКСОЙ», участник, лектор мастер класса — Галерея «Тенгри-Умай», Государственный музей искусств Казахстана имени А. Кастеева, город Алматы (Казахстан).

2004 год
- Проект «Восток-Запад»: I австрийско-центральноазиатская летняя академия печатной графики — коммуна Вальзее-Зиндельбург (Австрия).

2005 год
- Международный Мастер-класс — город Уральск (Казахстан).
- «Восток-Запад-III», международный симпозиум печатной графики — город Душанбе (Таджикистан).
- «Восток — Запад Графика Плюс», международный симпозиум печатной графики — галерея «Тенгри-Умай», город Алматы (Казахстан).

2007 год
- Международный арт-кэмп в «Karlik-Evi» — Каппадокия(Турция).
- «TANBA», международный симпозиум печатной графики в Алматы. Организатор и участник. «TANBA» — Важный проект в культурной жизни страны, впервые к проблеме печатной графики было привлечено внимание и проведено на международном уровне. В то время, как печатная графика в Казахстане фактически исчезла.

2009 год
- I Международный симпозиум арт-колонии «Portakal Çiçeği»[11][12][13] — Сапанджа (Турция).

2011 год
- III Международный симпозиум арт-колонии «Portakal Çiçeği»[11][12][13] — Сапанджа (Турция).

2012 год
- IV Международный симпозиум арт-колонии «Portakal Çiçeği»[11][12][13] — Сапанджа (Турция).

2013 год
- 11th Aspat International Painting and Sculpture Symposium[78][79], Bodrum, Turkey
- V Международный симпозиум арт-колонии «Portakal Çiçeği»[11][12][13] — Сапанджа (Турция).

2014 год
- XXI международный симпозиум арт-колонии Кичево (Северная Македония).
- VI Международный симпозиум арт-колонии «Portakal Çiçeği»[11][12][13] — Сапанджа (Турция).

2015 год
- XXII международный симпозиум арт-колонии Кичево (Северная Македония).
- VII Международный симпозиум арт-колонии «Portakal Çiçeği»[11][12][13] — Сапанджа (Турция).

2016 год
- XXIII международный симпозиум арт-колонии Кичево (Северная Македония).
- VIII Международный симпозиум арт-колонии «Portakal Çiçeği»[11][12][13] — Сапанджа (Турция).
- I международный симпозиум арт-колонии «Art Studio 110»[80] — Ешильырмак, Лефка (ТРСК).
- «Шах-Алам Биеннале 2016: Международная Встреча Художников Пангея»[81] — TAPAK Gallery в Шах-Алам (Малайзия).
- «Kuala Selangor Wetland Art symposium» — Малайзия.

2017 год
- XXIV международный симпозиум арт-колонии Кичево (Северная Македония).
- II международный симпозиум арт-колонии «Art Studio 110»[82][83] — Yeşilırmak, Lefke, Остров Кипр.

2018 год
- III международный симпозиум арт-колонии «Art Studio 110»[84] — Yeşilırmak, Lefke, Остров Кипр.

2019 год
- IV международный симпозиум арт-колонии «Art Studio 110»[85] — Yeşilırmak, Lefke, Остров Кипр.